# 29. August
Der 29. August ist der 241. Tag des gregorianischen Kalenders (der 242. in Schaltjahren), somit bleiben 124 Tage bis zum Jahresende.

## Ereignisse

### Politik und Weltgeschehen
- 1315: In der Schlacht bei Montecatini setzen sich Truppen aus Pisa und Lucca unter dem Befehl Uguccione della Faggiolas gegenüber dem Heer einer italienischen Städtekoalition unter florentinischer Führung und ihren neapolitanischen Verbündeten durch.
- 1348: In der Seeschlacht bei Karystos besiegen die Venezianer die rivalisierenden Genuesen.
- 1350: In der Seeschlacht von Winchelsea besiegt eine englische Flotte, befehligt von König Edward III. und dem Schwarzen Prinzen, ein aus vierzig Schiffen bestehendes Geschwader des Königreichs Kastilien.
- 1475: Nach dem Vertrag von Picquigny zwischen Frankreichs König Ludwig XI. und Englands König Eduard IV. verliert Karl der Kühne, Herzog von Burgund, die englische Unterstützung für seine Kämpfe.
- 1526: In der Schlacht bei Mohács besiegen die Osmanen unter Süleyman I. das ungarische Heer unter König Ludwig II. und Pál Tomori vernichtend und können in weiterer Folge große Teile Ungarns ihrem Staatsgebiet einverleiben. Durch den Tod Ludwigs sterben die Jagiellonen aus.
- 1622: In der Schlacht bei Fleurus während des Dreißigjährigen Krieges liefern sich die Truppen von Ernst von Mansfeld und Christian von Braunschweig-Wolfenbüttel gegen die spanischen Truppen unter General Córdoba ein verlustreiches Gefecht.

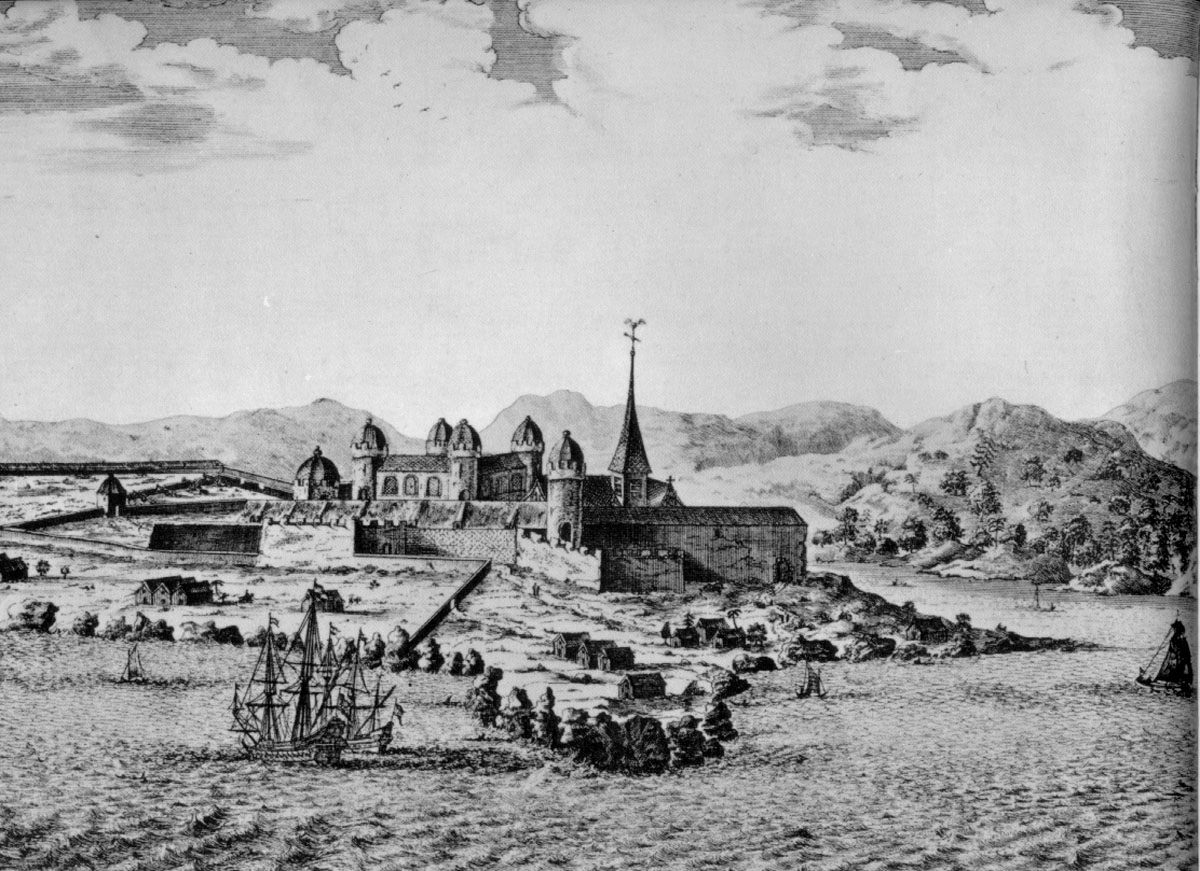
1637: Fort São Jorge da Mina

- 1637: Die Niederländer erlangen nach mehrtägiger Kanonade das portugiesische Fort São Jorge da Mina in Elmina an der Goldküste durch Kapitulation ihrer Besatzung. Die Festung zählt heute zum ghanaischen Weltkulturerbe.
- 1756: In Europa beginnt mit dem Einmarsch der preußischen Armee in Sachsen ohne vorherige Kriegserklärung der Siebenjährige Krieg.
- 1786: Im US-Bundesstaat Massachusetts kommt es zu Ausschreitungen verarmter Kleinbauern, die sich bald zur Shays’ Rebellion ausweiten.
- 1825: Mit dem Abschluss des Vertrages von Rio de Janeiro erreicht das Kaiserreich Brasilien seine Unabhängigkeit von Portugal; formell endet damit auch der Brasilianische Unabhängigkeitskrieg.
- 1833: Der vom englischen Parlament erlassene Factory Act schränkt erstmals die Arbeitszeit von Kindern und Jugendlichen in der Textilindustrie ein; Kinderarbeit unter neun Jahren wird verboten.
- 1842: Mit der Unterzeichnung des Vertrags von Nanking zwischen China und England wird der Erste Opiumkrieg beendet.
- 1862: Risorgimento: Die Schlacht am Aspromonte, einem Bergmassiv in Kalabrien, gewinnen die piemontischen Truppen gegen die Freiwilligenverbände von Giuseppe Garibaldi, der im Kampf verletzt wird.

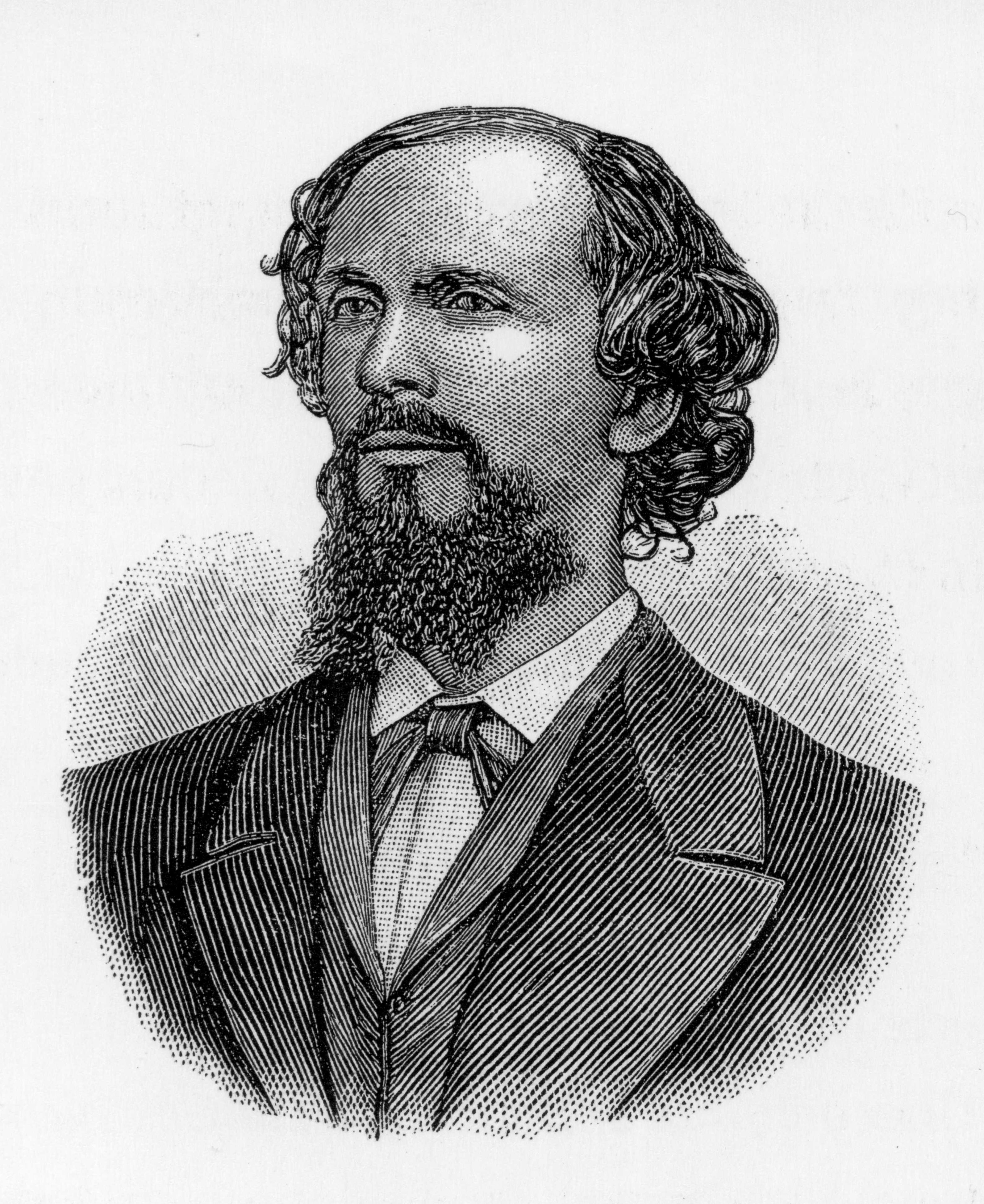
1867: Karl Heinrich Ulrichs

- 1867: Die Rede des Amtsassessors Karl Heinrich Ulrichs am Deutschen Juristentag in München, wo er erstmals öffentlich vor großem Publikum die Abschaffung aller gegen Urninge gerichteten Paragrafen fordert, geht im Protest unter.
- 1871: In Japan wird das feudale Lehensystem (Han) abgeschafft und durch die Schaffung von Präfekturen ersetzt.
- 1897: Unter dem Vorsitz Theodor Herzls beginnt in Basel der erste Zionistische Weltkongress.
- 1900: In Mailand wird der Anarchist Gaetano Bresci wegen seines tödlichen Attentats auf König Umberto I. zu schwerer Zwangsarbeit im Gefängnis auf der Insel Santo Stefano verurteilt.
- 1905: Die Schlacht bei Mahenge in Deutsch-Ostafrika beginnt.
- 1910: Das japanische Außenministerium verkündet den Abschluss des Annexionsvertrag mit Korea, der das Land zu einer japanischen Kolonie macht.

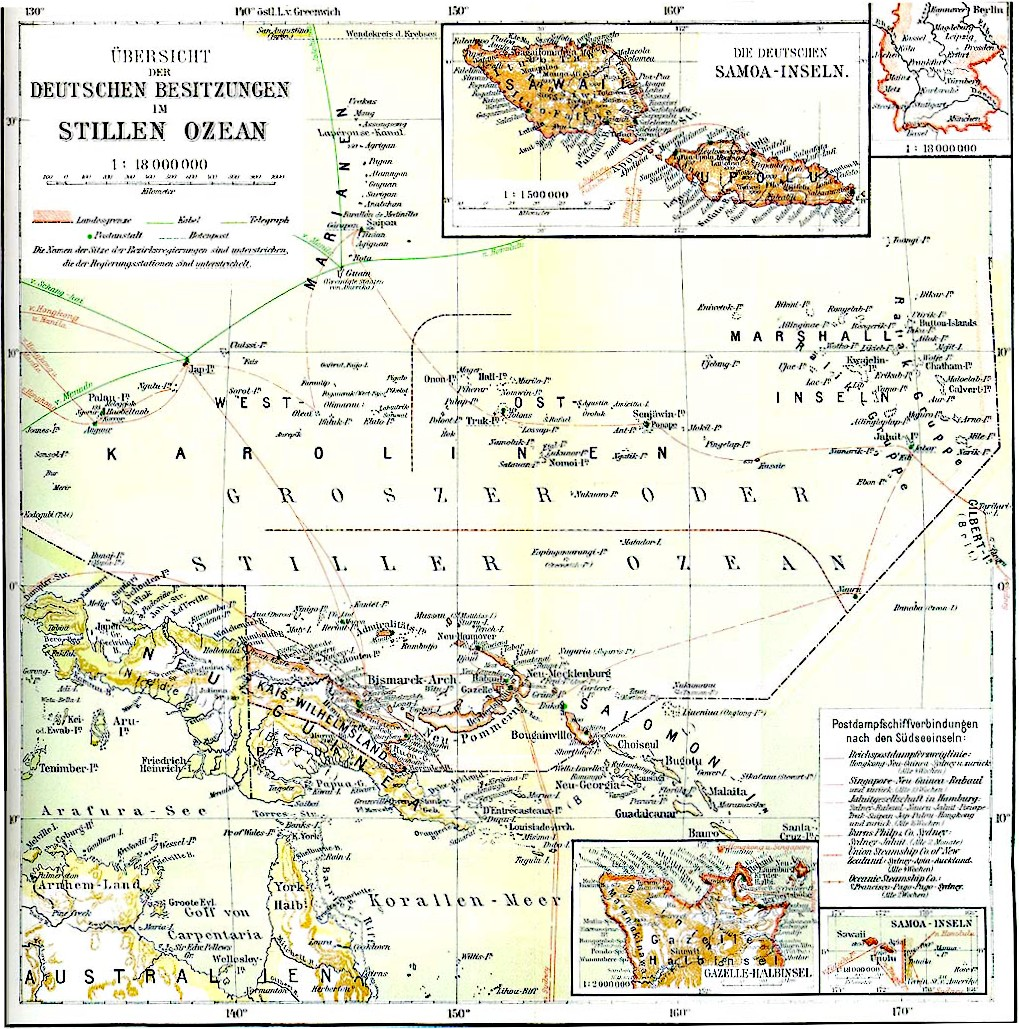
1914: Deutsche Kolonien im Pazifik

- 1914: Die deutsche Kolonie Samoa wird im Ersten Weltkrieg von neuseeländischen Truppen besetzt.
- 1944: Der Slowakische Nationalaufstand gegen das dem nationalsozialistischen Deutschland dienende Regime Jozef Tisos beginnt.
- 1944: Der ungarische Reichsverweser Miklós Horthy entlässt die nazifreundliche Regierung Sztójay und ernennt den ihm treuen General Géza Lakatos zum Ministerpräsidenten.
- 1944: Beim zweiten großen Bombenangriff der Royal Air Force auf Königsberg wird die historische Altstadt durch einen Feuersturm weitgehend zerstört.
- 1949: Auf dem Atomwaffentestgelände Semipalatinsk testet die Sowjetunion erstmals eine eigene Kernwaffe.
- 1962: Die CIA entdeckt auf Spionagefotos einer Lockheed U-2 erstmals Raketenabschussbasen auf Kuba. Dies führt in weiterer Folge zur Kubakrise im Oktober des Jahres.
- 1991: Das Atom-Testgelände bei Semipalatinsk, Kasachstan, wird geschlossen.
- 1991: Nach dem Augustputsch in Moskau verbietet der Oberste Sowjet der UdSSR die Kommunistische Partei der Sowjetunion.
- 1992: Als Reaktion auf die Ausschreitungen in Rostock-Lichtenhagen findet eine Demonstration unter dem Motto Stoppt die Pogrome mit 15.000 Teilnehmern statt.
- 1995: Ein Attentat auf Eduard Schewardnadse in Georgien scheitert.
- 2003: Bei einem Anschlag mit einer Autobombe wird unmittelbar nach dem Freitagsgebet der geistliche Führer der Schiiten im Irak, Muhammad Baqir al-Hakim, vor der Imam-Ali-Moschee in Nadschaf getötet. Mit ihm sterben mehr als 100 Menschen.
- 2022: Ukrainische Streitkräfte beginnen eine Gegenoffensive, in deren Verlauf die Stadt Cherson bis zum 11. November 2022 von russischer Besatzung befreit werden kann.

### Wirtschaft

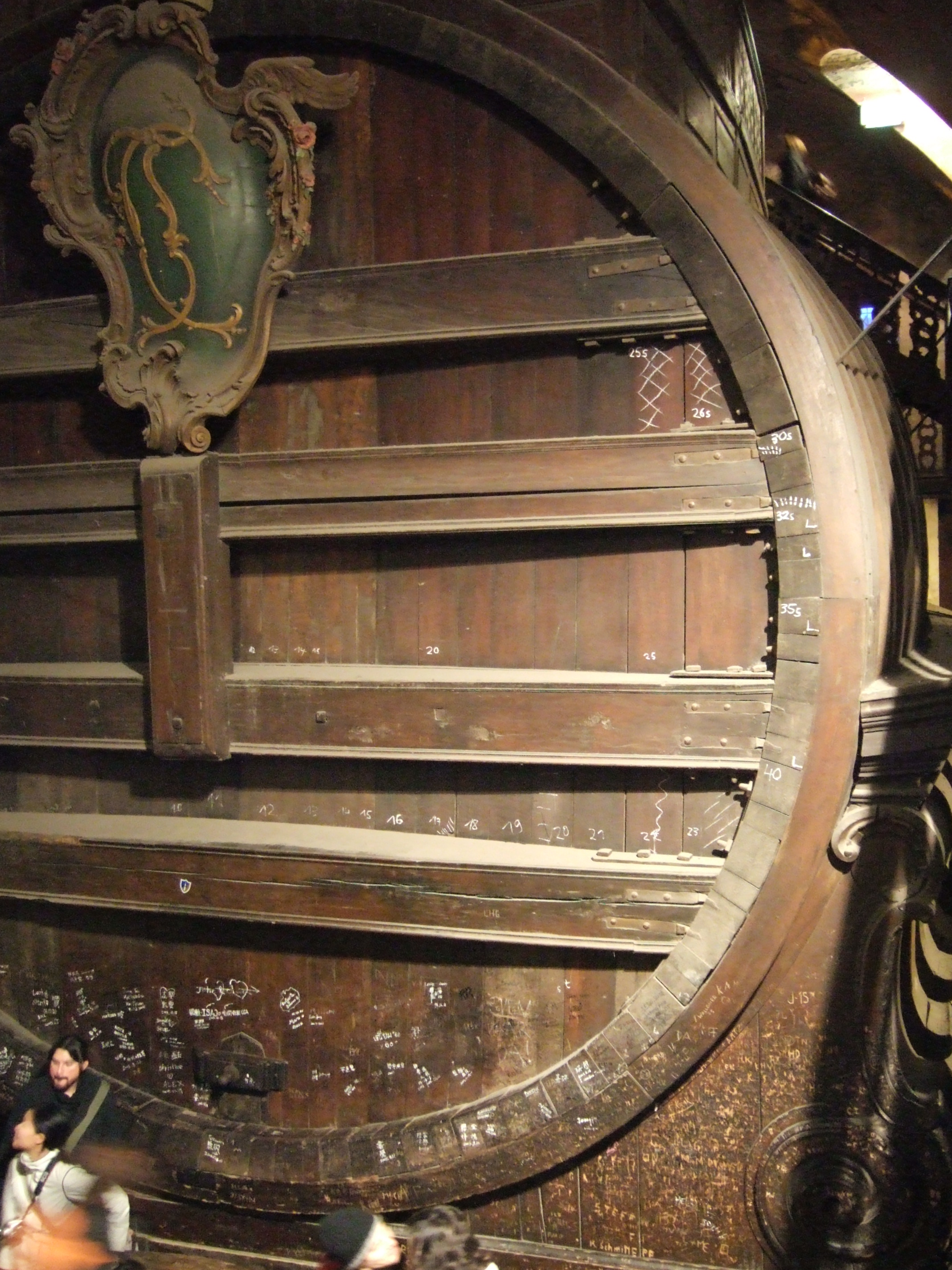
1751: Große Fass in Heidelberg

- 1751: Im Keller des Heidelberger Schlosses wird das größte Weinfass der Welt fertiggestellt. Es kann 221.726 Liter Wein aufnehmen.

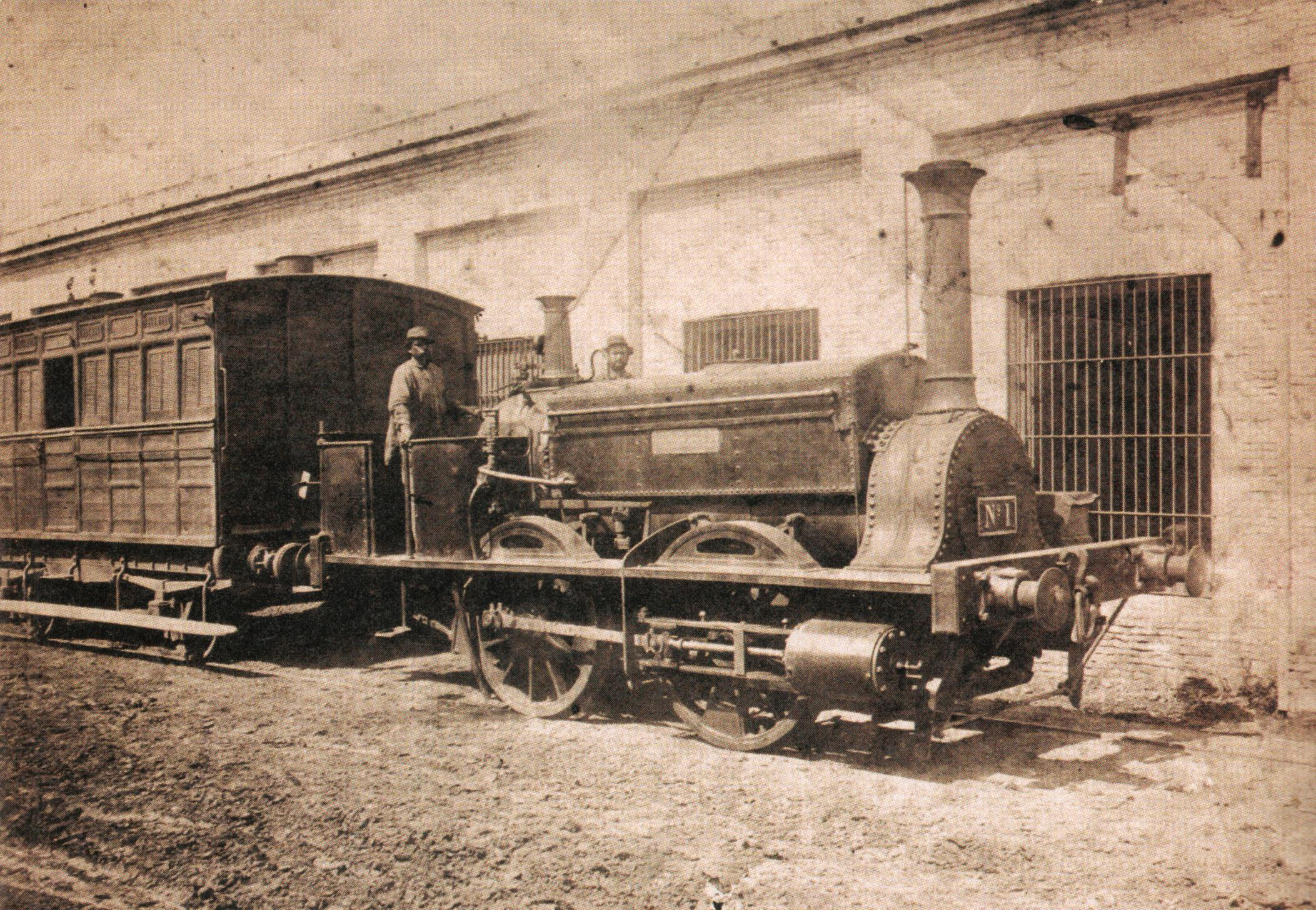
1857: Lokomotive La Porteña

- 1857: In Argentinien fährt die erste Eisenbahn auf der Strecke von der Station Plaza del Parque in Buenos Aires nach Floresta.
- 1885: Gottlieb Daimler erhält ein Patent auf seinen Reitwagen, den Prototyp für das Motorrad. Er entwickelte das Fahrzeug mit seitlichen Stützrädern zusammen mit Wilhelm Maybach.
- 1893: Der US-amerikanische Tüftler Whitcomb Judson erhält ein Patent auf den von ihm erfundenen Reißverschluss.
- 1898: Frank und Charles Seiberling gründen in Akron, Ohio die Goodyear Tire & Rubber Company. Kautschukreifen für Kutschen und Fahrräder sowie Gummierzeugnisse sind die ersten hergestellten Produkte.
- 1912: In Eindhoven wird das expandierende Unternehmen Philips & Co. in die gegründete Aktiengesellschaft N. V. Philips’ Gloeilampenfabrieken überführt.
- 1924: Die Büchergilde Gutenberg wird vom Bildungsverband der deutschen Buchdrucker in Leipzig gegründet, um einfachen Leuten durch billige Bücher den Zugang zur Bildung und Kultur zu ermöglichen.
- 1997: Das US-amerikanische Filmwirtschaft-Unternehmen Netflix wird gegründet.

### Wissenschaft und Technik
- 1831: Michael Faraday entdeckt die elektromagnetische Induktion.
- 1929: Die Gründung der amerikanischen Society of Rheology  durch Eugene Cook Bingham und andere markiert die Geburtsstunde der modernen Rheologie.
- 1949: Die Sowjetunion zündet auf dem Atomwaffentestgelände Semipalatinsk ihre erste Atombombe.

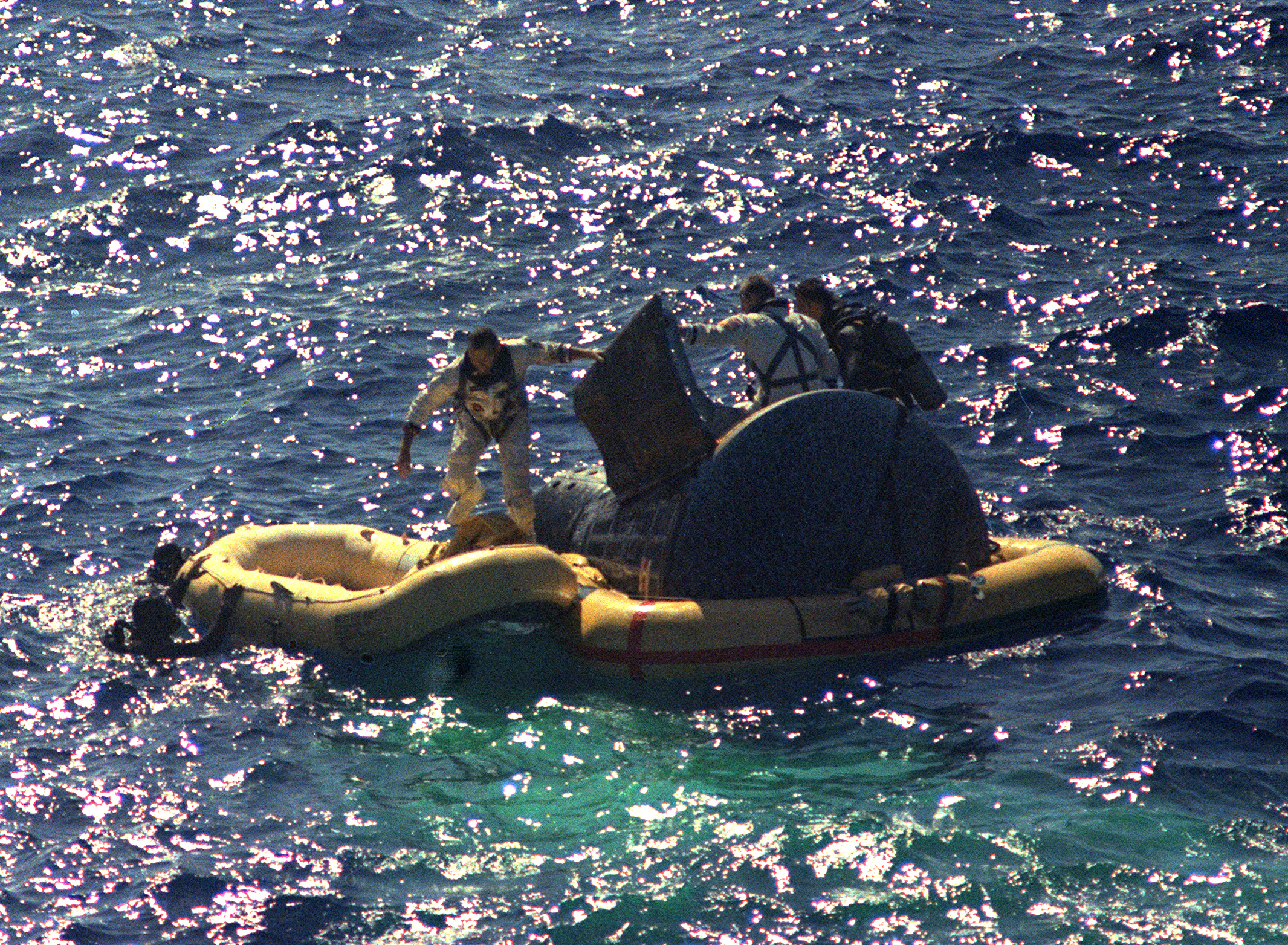
1965: Gemini 5

- 1965: Das Raumschiff Gemini 5 mit den beiden Astronauten Gordon Cooper und Pete Conrad an Bord kehrt nach einem Langzeitrekord von 8 Tagen im Weltall und 120 Erdumkreisungen auf die Erde zurück und wassert im Atlantik.
- 1970: Die McDonnell Douglas DC-10 absolviert ihren Jungfernflug.
- 1982: Das chemische Element Meitnerium wird am GSI Helmholtzzentrum für Schwerionenforschung (damals Gesellschaft für Schwerionenforschung) in Darmstadt erstmals erzeugt.
- 2008: Die deutsche Satelliten-Konstellation RapidEye startet in einen Erdorbit.

### Kultur
- 1775: Die Uraufführung der Oper L’incontro improvviso (Die unverhoffte Zusammenkunft) von Joseph Haydn findet in Esterház statt.

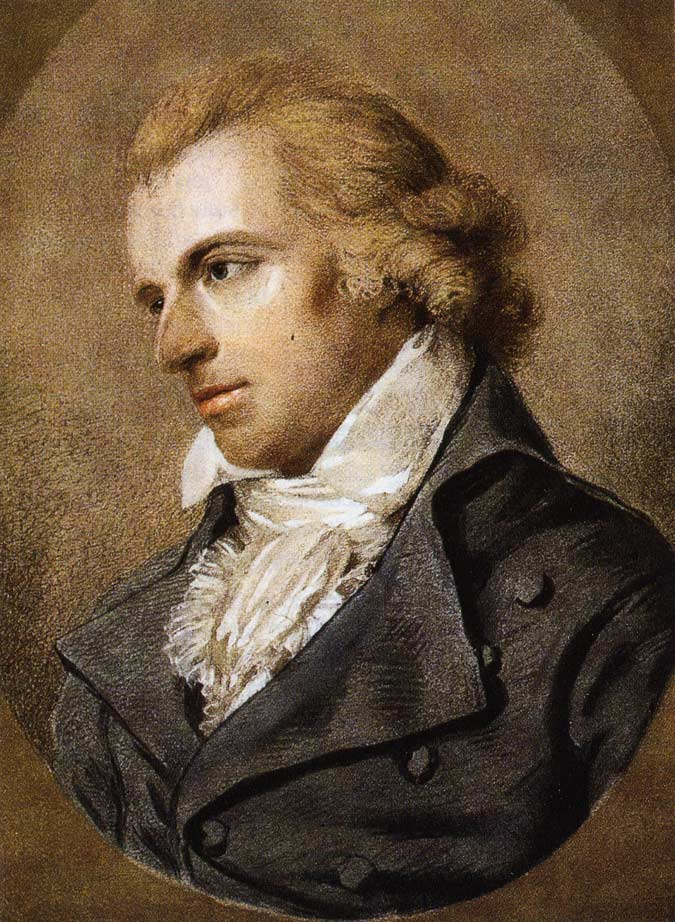
1787: Friedrich Schiller

- 1787: Die Uraufführung von Friedrich Schillers Drama Don Karlos erfolgt in Hamburg.
- 1861: Die szenische Uraufführung des einaktigen Singspiels Die Verschworenen oder Der häusliche Krieg von Franz Schubert findet in Frankfurt am Main statt.
- 1951: Der erste Micky Maus-Comic erscheint in Deutschland.
- 1952: Der Kinofilm Casablanca hat in Deutschland in einer stark gekürzten Fassung Premiere.
- 1952: Das Musikstück 4′33″ des Avantgarde-Künstlers John Cage wird in der Maverick Concert Hall nahe Woodstock (New York) uraufgeführt.
- 1964: In den Kinos der Vereinigten Staaten startet der von Walt Disney produzierte Film Mary Poppins, zwei Tage nach seiner Erstaufführung in Los Angeles.
- 1966: Die Beatles geben in San Francisco im Candlestick Park Stadion ihr letztes gemeinsames öffentliches Konzert (das letzte legendäre Konzert auf dem Dach der Apple-Studios am 30. Januar 1969 nicht mitgerechnet).
- 1994: Die britische Band Oasis veröffentlicht ihr Debütalbum Definitely Maybe.
- 2009: In Hagen wird im Beisein des nordrhein-westfälischen Ministerpräsidenten Jürgen Rüttgers und des Bundestagspräsidenten Norbert Lammert das Kunstquartier Hagen eröffnet.

### Gesellschaft
- 1961: Der Zentralrat der FDJ beschließt die Durchführung der „Aktion Ochsenkopf“: DDR-Bürger sollen davon überzeugt werden, freiwillig auf den Empfang von West-Fernsehen zu verzichten; die Aktion scheitert.

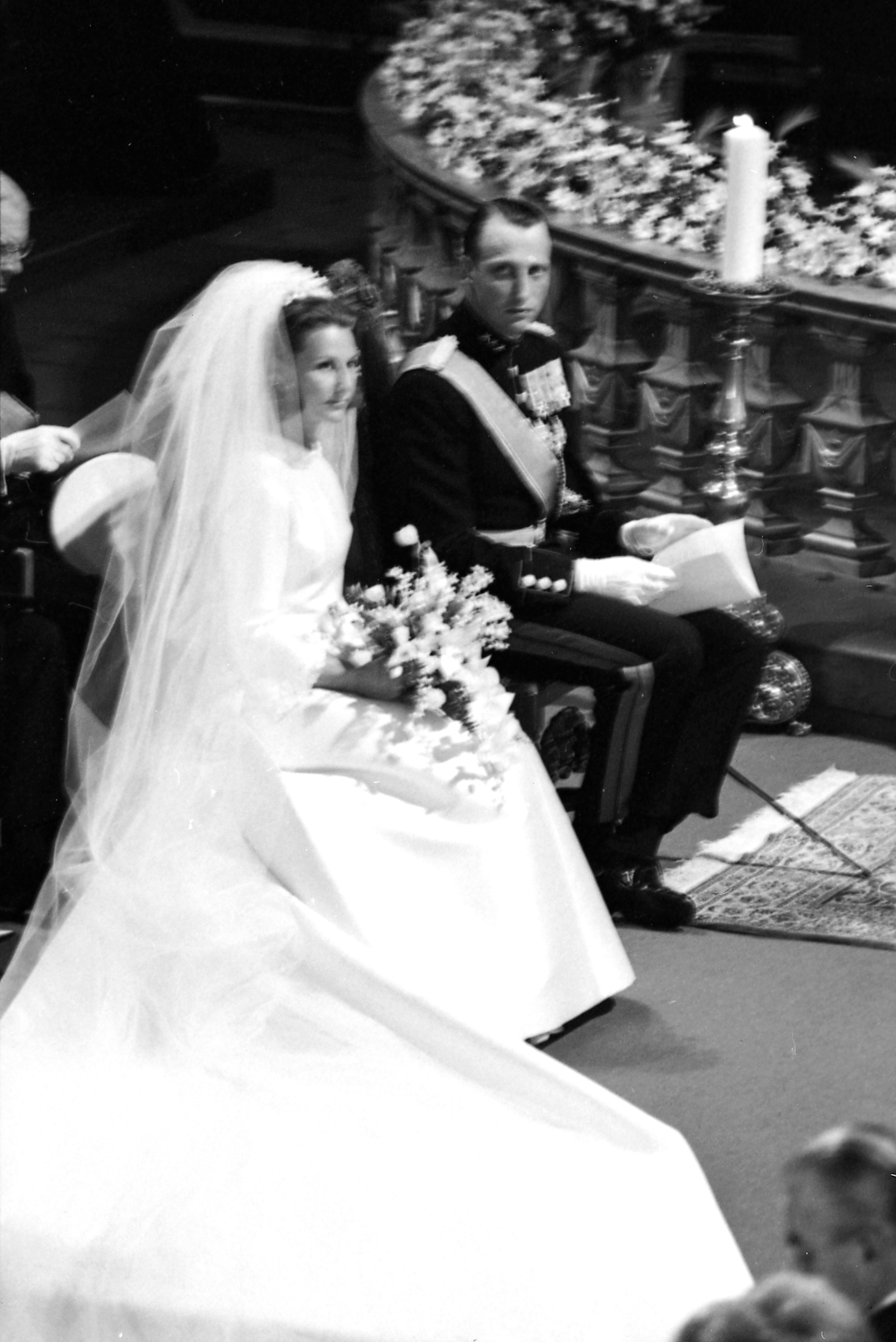
1968: Harald und Sonja

- 1968: In Oslo heiratet der Kronprinz Harald von Norwegen die aus bürgerlichem Hause stammende Sonja Haraldsen.
- 1985: Auf einer Amokfahrt durch mehrere Vororte von Karlsruhe erschießt ein 32-Jähriger fünf ihm unbekannte Personen.
- 1991: Der ehemalige Leiter des geheimen Bereichs für Kommerzielle Koordinierung im Ministerium für Außenhandel der DDR Alexander Schalck-Golodkowski wird wegen Spionage-Verdacht angeklagt; gegen ihn laufen über 80 weitere Ermittlungsverfahren.

### Religion
- 1009: Unmittelbar vor der geplanten Weihe zerstört ein Brand den Mainzer Dom.
- 1178: Gegenpapst Calixt III. unterwirft sich Papst Alexander III., wofür der bisherige Gegenpapst die Verwaltung der Kirchengüter in Benevento anvertraut erhält.
- 1261: Der gebürtige Franzose Jacques Pantaléon wird von einem nur siebenköpfigen Kardinalskollegium zum Nachfolger von Papst Alexander IV. gewählt und nimmt den Namen Urban IV. an. Er ist der letzte Papst, der nicht vorher Kardinal war.
- 1484: Kardinal Giovanni Battista Cibo wird durch Bestechung zum Papst gewählt und nimmt den Namen Innozenz VIII. an. Während seines Pontifikats erleben Inquisition und Hexenverfolgung mit der „Hexenbulle“ Summis desiderantes affectibus einen ersten Höhepunkt.

### Katastrophen

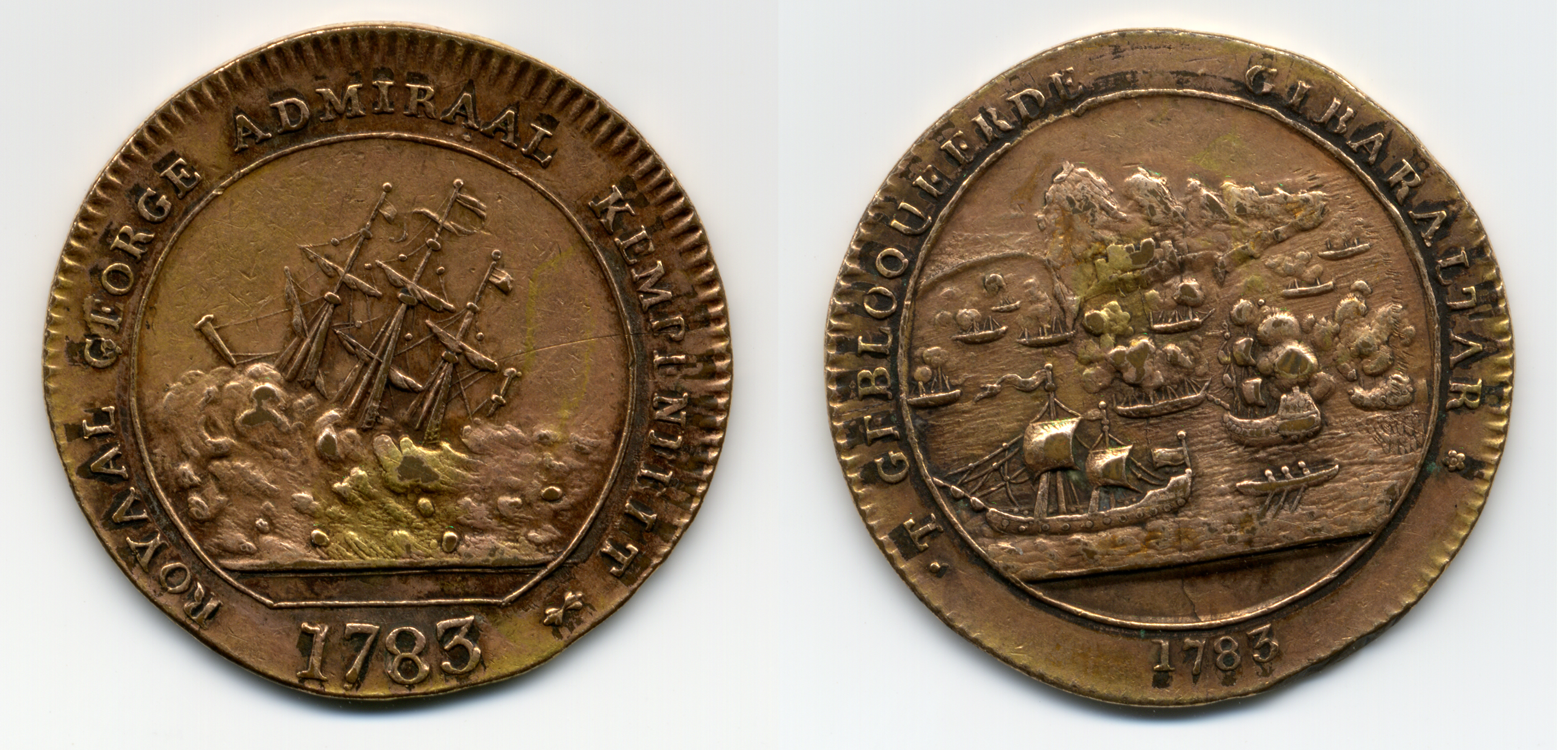
1782: Medaillon mit dem Untergang der Royal George

- 1741: Ein Vulkanausbruch auf der Insel Oshima-Ōshima wird von einem Tsunami im Japanischen Meer begleitet, bei dem mindestens 1600 Menschen sterben.
- 1782: Das britische Linienschiff Royal George kentert und sinkt, während es im Solent vor Anker liegt. Zwischen 800 und 950 Menschen ertrinken, darunter Vizeadmiral Richard Kempenfelt und eine große Anzahl von Kindern und Frauen. Der Untergang ist bis heute das schwerste Schiffsunglück zu Friedenszeiten in der Geschichte der Royal Navy.
- 1907: Die Québec-Brücke über den Sankt-Lorenz-Strom stürzt noch während des Baus ein. 75 Bauarbeiter kommen ums Leben.
- 1996: Spitzbergen, Norwegen: Eine russische Tupolew Tu-154 prallt gegen einen Berg. Alle 141 Menschen an Bord sterben.

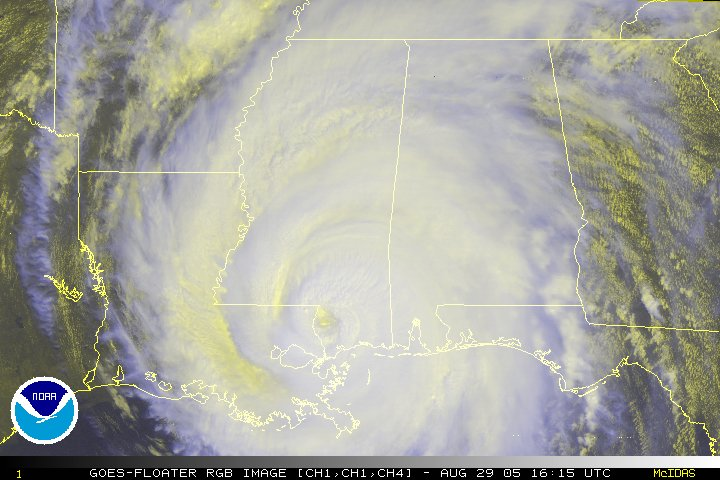
2005: Katrina

- 2005: Der Hurrikan Katrina trifft auf die US-Golfküste, eine Sturmflut überflutet New Orleans und setzt weite Teile der US-Bundesstaaten Louisiana, Mississippi und Alabama unter Wasser. Über 1000 Menschen kommen ums Leben, der finanzielle Schaden wird auf über 125 Milliarden Euro geschätzt.

Kleinere Unglücksfälle sind in den Unterartikeln von Katastrophe und in der Liste von Katastrophen aufgeführt.

### Natur und Umwelt

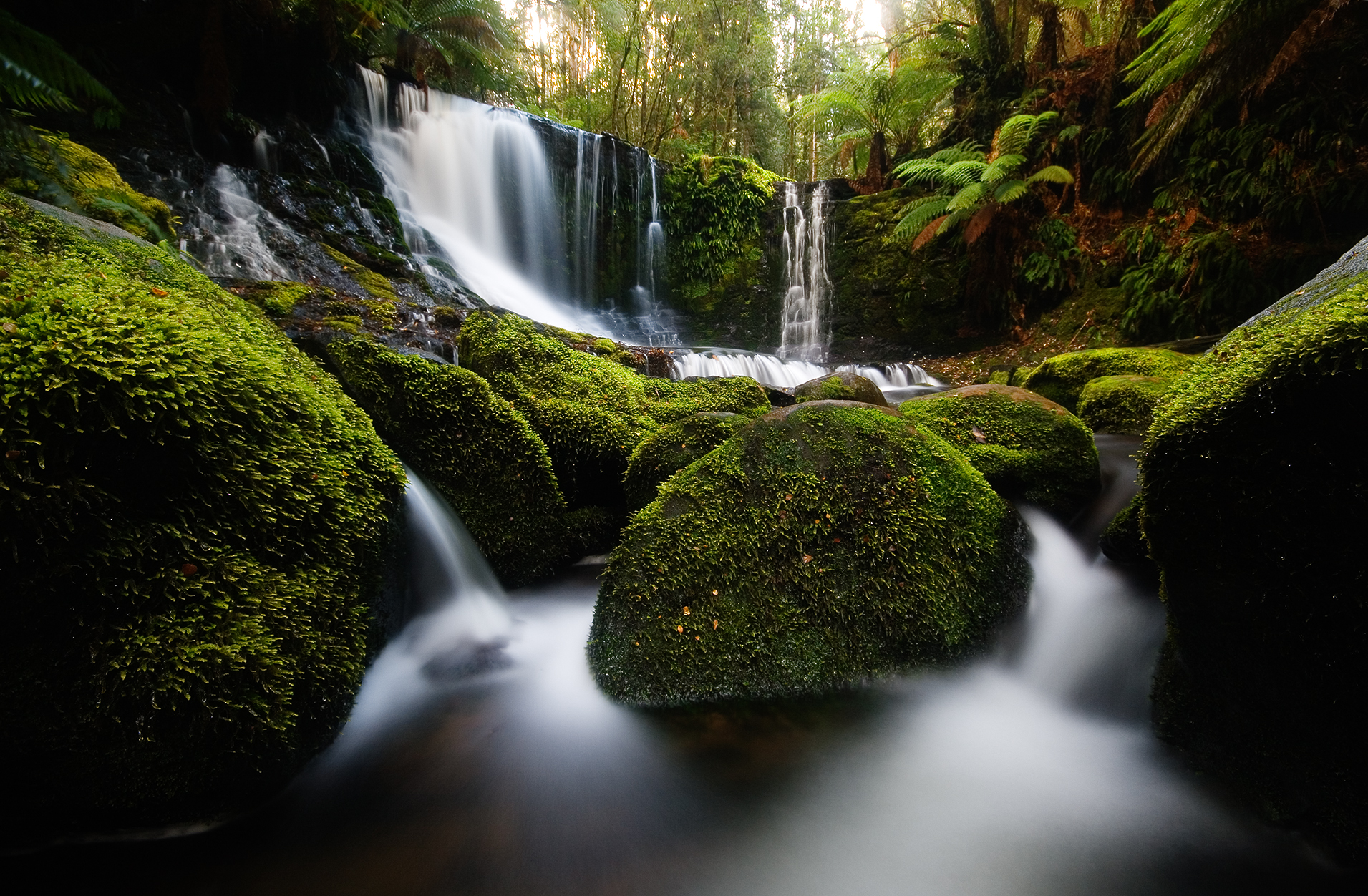
1916: Wasserfall im Mount-Field-Nationalpark

- 1916: Auf der Insel Tasmanien werden mit dem Mount-Field-Nationalpark und dem Freycinet-Nationalpark Schutzgebiete für die Natur geschaffen.

### Sport
- 1895: Im George Hotel in Huddersfield wird die Northern Rugby Football Union gegründet.
- 2004: Der brasilianische Marathonläufer Vanderlei de Lima erhält als achter Sportler vom Internationalen Olympischen Komitee die Pierre-de-Coubertin-Medaille für exemplarischen Sportsgeist.

Einträge von Leichtathletik-Weltrekorden befinden sich unter der jeweiligen Disziplin unter Leichtathletik.
- 2004: Der deutsche Rennfahrer Michael Schumacher gewinnt seine siebte Weltmeisterschaft und stellt damit einen neuen Rekord der Formel 1 Geschichte auf.

## Geboren

### Vor dem 18. Jahrhundert
- 1116: Philipp, König von Frankreich
- 1321: Jean d’Artois, Graf von Eu
- 1347: John Hastings, 2. Earl of Pembroke, englischer Adeliger und Kommandant

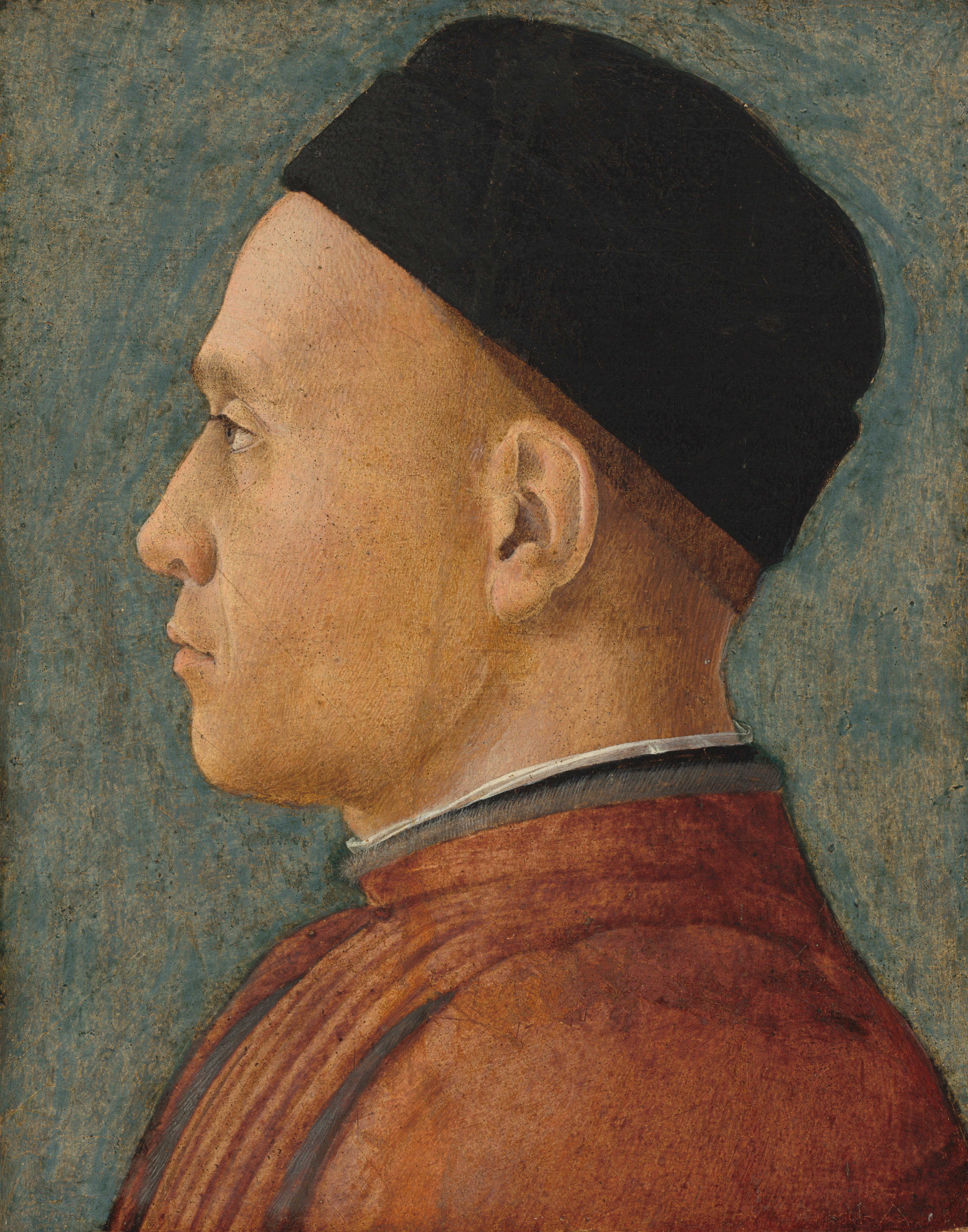
Janus Pannonius (* 1434)

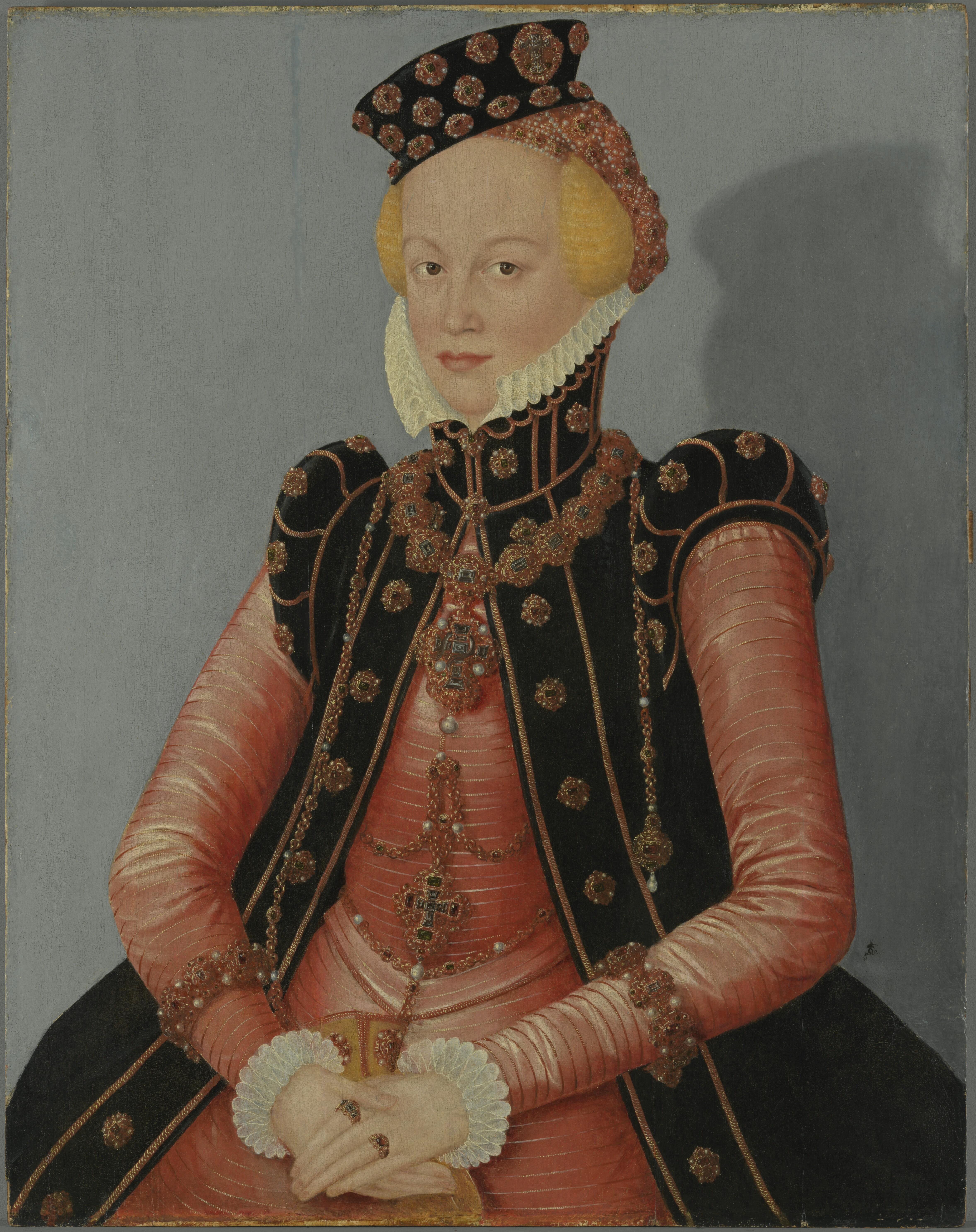
Elisabeth von Brandenburg-Küstrin (* 1540)

- 1434: Janus Pannonius, ungarischer Theologe und Lyriker
- 1499: Johann Neefe, Leibarzt der Kurfürsten Moritz und August von Sachsen
- 1524: Johann IX. von Haugwitz, Bischof von Meißen
- 1529: Marquard von Hattstein, Bischof von Speyer
- 1540: Elisabeth von Brandenburg-Küstrin, Markgräfin von Brandenburg-Ansbach und Brandenburg-Kulmbach
- 1549: Lorenz Peckenstein, sächsischer Verwaltungsbeamter und Historiker
- 1584: Patrick Young, schottischer Gelehrter
- 1619: Jean-Baptiste Colbert, französischer Staatsmann und Begründer des Merkantilismus
- 1632: John Locke, englischer Philosoph und Vordenker der Aufklärung
- 1662: Alvise Mocenigo III., Doge von Venedig
- 1664: Giuseppe Torretti, italienischer Bildhauer
- 1675ː Anna Maria Rigo, niederländische Schauspielerin
- 1679: Franz Konrad von Stadion und Thannhausen, Fürstbischof von Bamberg
- 1683: Samuel von Marschall, preußischer Minister
- 1690: Agostino Masucci, italienischer Maler
- 1695: Julius Leopold von Caprivi, deutscher Archivar, Historiker und Dichter von Kirchenliedern
- 1697: Adalbert II. von Walderdorff, Propst in Blankenau sowie Fürstabt und Bischof von Fulda

### 18. Jahrhundert
- 1701: Felix Anton Scheffler, deutscher Maler und Freskant

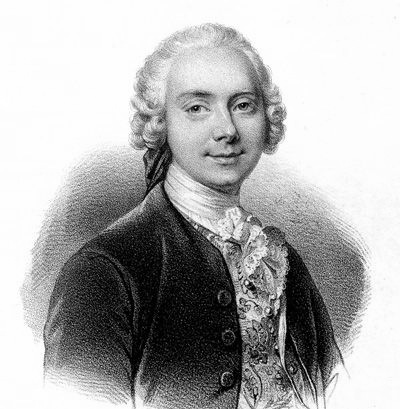
Jean-Baptiste Louis Gresset (* 1709)

- 1709: Jean-Baptiste Louis Gresset, französischer Dichter
- 1712: Adolf Jasper von Ahlefeldt, Domherr des Domkapitels des Lübecker Doms
- 1721: Henry Ellis, britischer Forscher, Autor und Kolonialgouverneur der Province of Georgia
- 1724: Friedrich Wilhelm Gottfried Arnd von Kleist, preußischer General
- 1725: Charles Townshend, britischer Adeliger und Politiker
- 1725: Johann Ernst Immanuel Walch, deutscher Theologe
- 1726: Wilhelm, paragierter Landgraf von Hessen-Philippsthal
- 1728: Maria Anna von Sachsen, Kurfürstin von Bayern
- 1734: David von Neumann, preußischer General

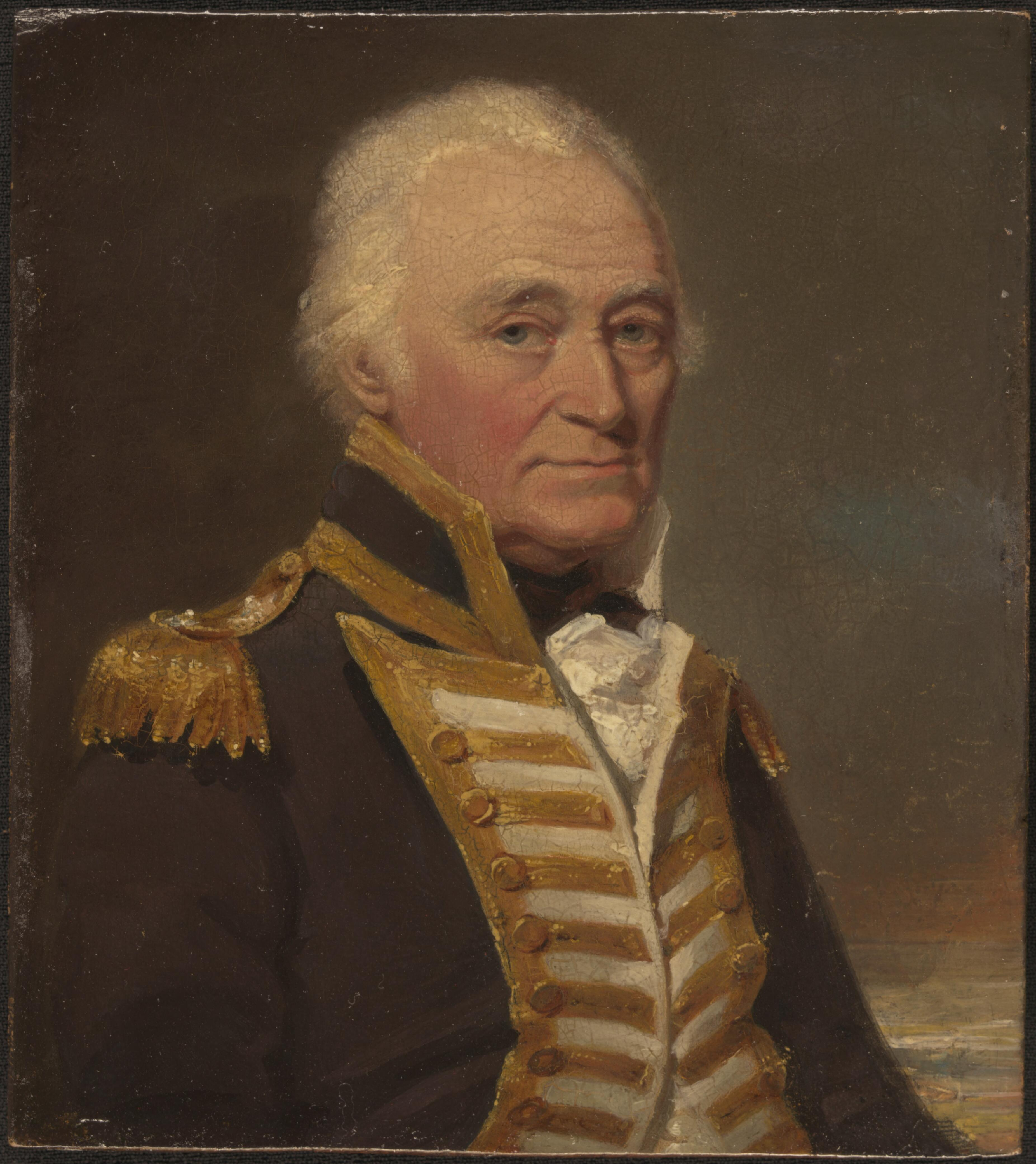
John Hunter (* 1737)

Philippine Rose Duchesne (* 1769)

- 1737: John Hunter, schottischer Kapitän, Australienpionier und Gouverneur von New South Wales
- 1744: Johann Wilhelm Schmid, deutscher evangelischer Theologe
- 1748: James Armstrong, US-amerikanischer Politiker
- 1750: Johann Christoph Stelzhammer, österreichischer katholischer Geistlicher und Physiker
- 1755: Jan Henryk Dąbrowski, polnischer General, Nationalheld
- 1756: Heinrich von Bellegarde, österreichischer Feldherr und Staatsmann
- 1756: Jan Śniadecki, polnischer Mathematiker und Astronom
- 1758: Franz Anton von Hartig, österreichischer Diplomat, Historiker, Dichter und Geograph
- 1758: Corentin de Leissegues, französischer Admiral
- 1769: Philippine Rose Duchesne, französische Nonne, Missionarin und Heilige
- 1770: Ludwig, Landgraf von Hessen-Homburg
- 1770: Franz Pettrich, deutscher Bildhauer
- 1771: Christian August Fischer, deutscher Schriftsteller
- 1772: Sarah Harriet Burney, englische Romanautorin
- 1773: Aimé Bonpland, französischer Naturforscher

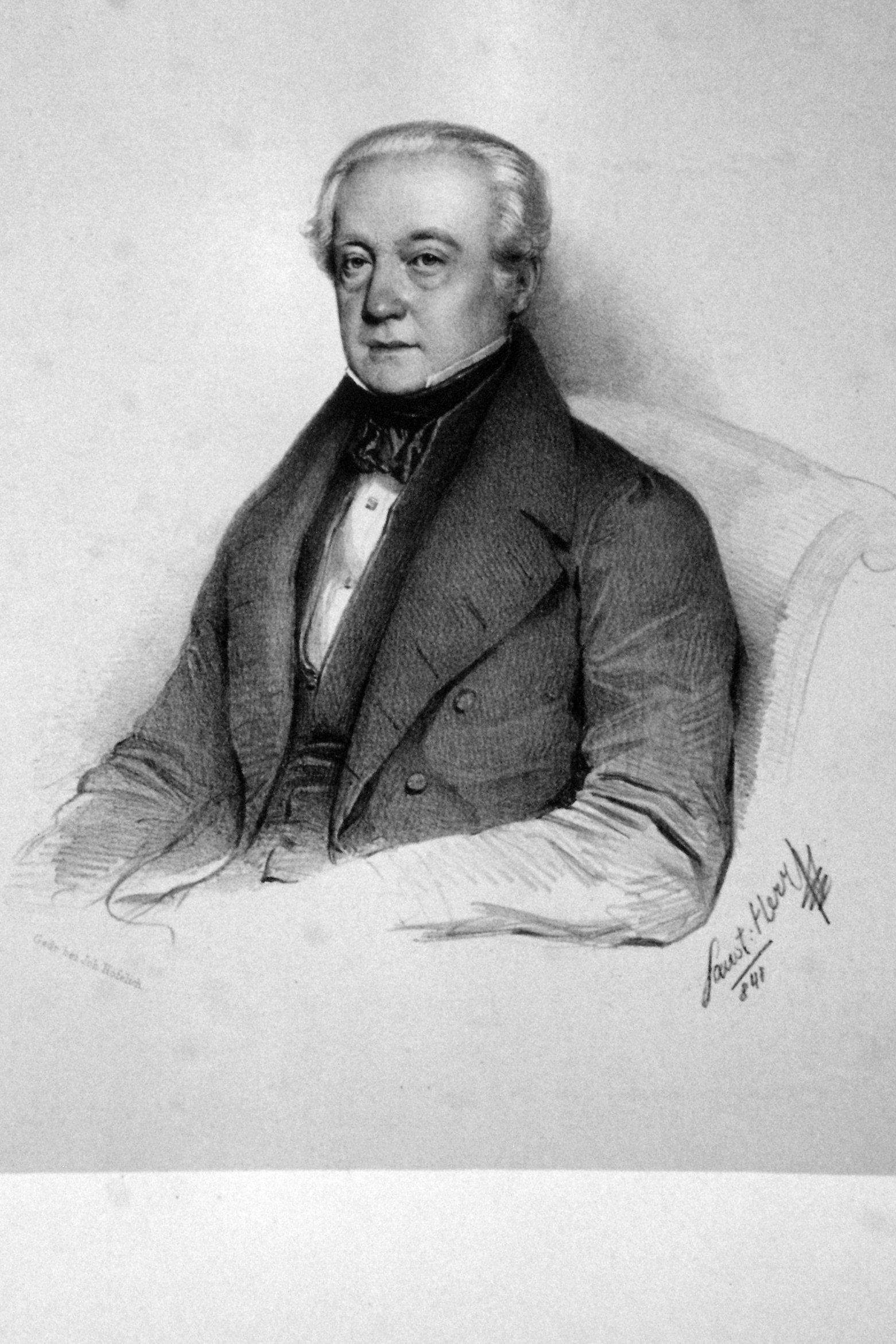
Raphael Georg Kiesewetter (* 1773)

- 1773: Raphael Georg Kiesewetter, österreichischer Musikhistoriker, Vizepräsident der Wiener Gesellschaft der Musikfreunde
- 1776: François-Marie Daudin, französischer Zoologe
- 1776: Georg Friedrich Treitschke, deutscher Dramatiker, Theaterregisseur und Lepidopterologe
- 1780: Jean-Auguste-Dominique Ingres, französischer Maler
- 1786: Josef von Teng, Bürgermeister von München
- 1790: Leopold, Großherzog von Baden
- 1792: Juan José de Aycinena y Piñol, guatemaltekischer Priester, Unternehmer und Politiker
- 1793: Josef Naus, bayerischer Offizier und Vermessungstechniker
- 1794: Léon Cogniet, französischer Maler
- 1796: Franz Borberg, deutscher Bäcker und Stadtverordneter
- 1800: Heinrich Hahn, preußischer Politiker und katholischer Vereinsgründer

### 19. Jahrhundert

#### 1801–1850

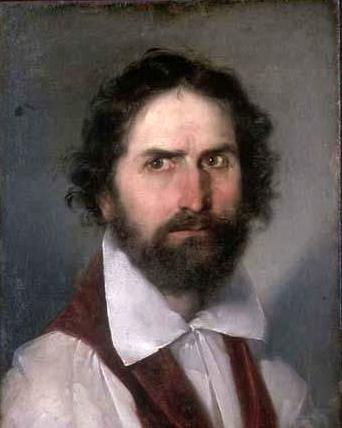
Michelangelo Grigoletti (* 1801)

- 1801: Michelangelo Grigoletti, italienischer Maler
- 1802: Charles Texier, französischer Reisender, Architekt und Archäologe
- 1805: William Gannaway Brownlow, US-amerikanischer Politiker
- 1808: Hermann Schulze-Delitzsch, deutscher Politiker und Gewerkschafter

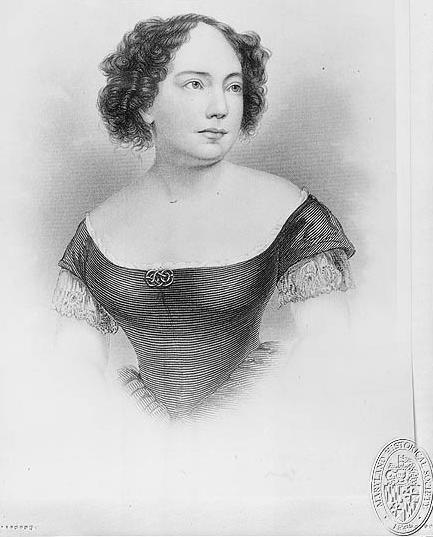
Anna Ella Carroll (* 1815)

- 1809: Oliver Wendell Holmes, Sr., US-amerikanischer Arzt und Schriftsteller
- 1810: Juan Bautista Alberdi, argentinischer Politiker, Diplomat, Schriftsteller und Journalist
- 1815: Anna Carroll, US-amerikanische Politikerin, Publizistin und Lobbyistin
- 1815: Franz Varrentrapp, deutscher Chemiker
- 1817: August Ferdinand Wäldner, deutscher Orgelbauer
- 1820: Carlo Cavina, italienischer Priester
- 1820: Otto Spamer, deutscher Buchhändler und Verleger

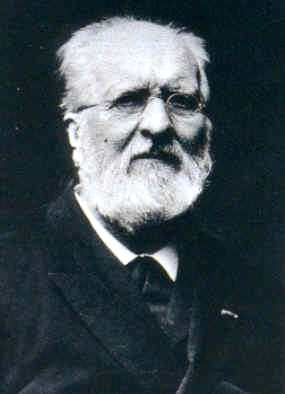
Gabriel de Mortillet (* 1821)

- 1821: Gabriel de Mortillet, französischer Prähistoriker
- 1824: Aloyse Michalesi, deutsche Opernsängerin
- 1827: Otto Kübler, deutscher Pädagoge und Klassischer Philologe
- 1829: Rudolf Geschwind, ungarischer Rosenzüchter
- 1829: Wilhelm Sohn, deutscher Maler
- 1834: Amalie Marby, deutsche Schriftstellerin
- 1835: Arnold Syfrig, Schweizer Unternehmer und Politiker
- 1838: John F. Appleton, US-amerikanischer Jurist und General
- 1842: Wilhelm Rimpau, deutscher Saatgutzüchter und Agrarwissenschaftler
- 1843: Alfred Agache, französischer Maler
- 1845: Gonville Bromhead, britischer Offizier
- 1847: Moritz von Egidy, deutscher Offizier und Moralphilosoph
- 1848: Albert Bartholomé, französischer Maler und Bildhauer

#### 1851–1900

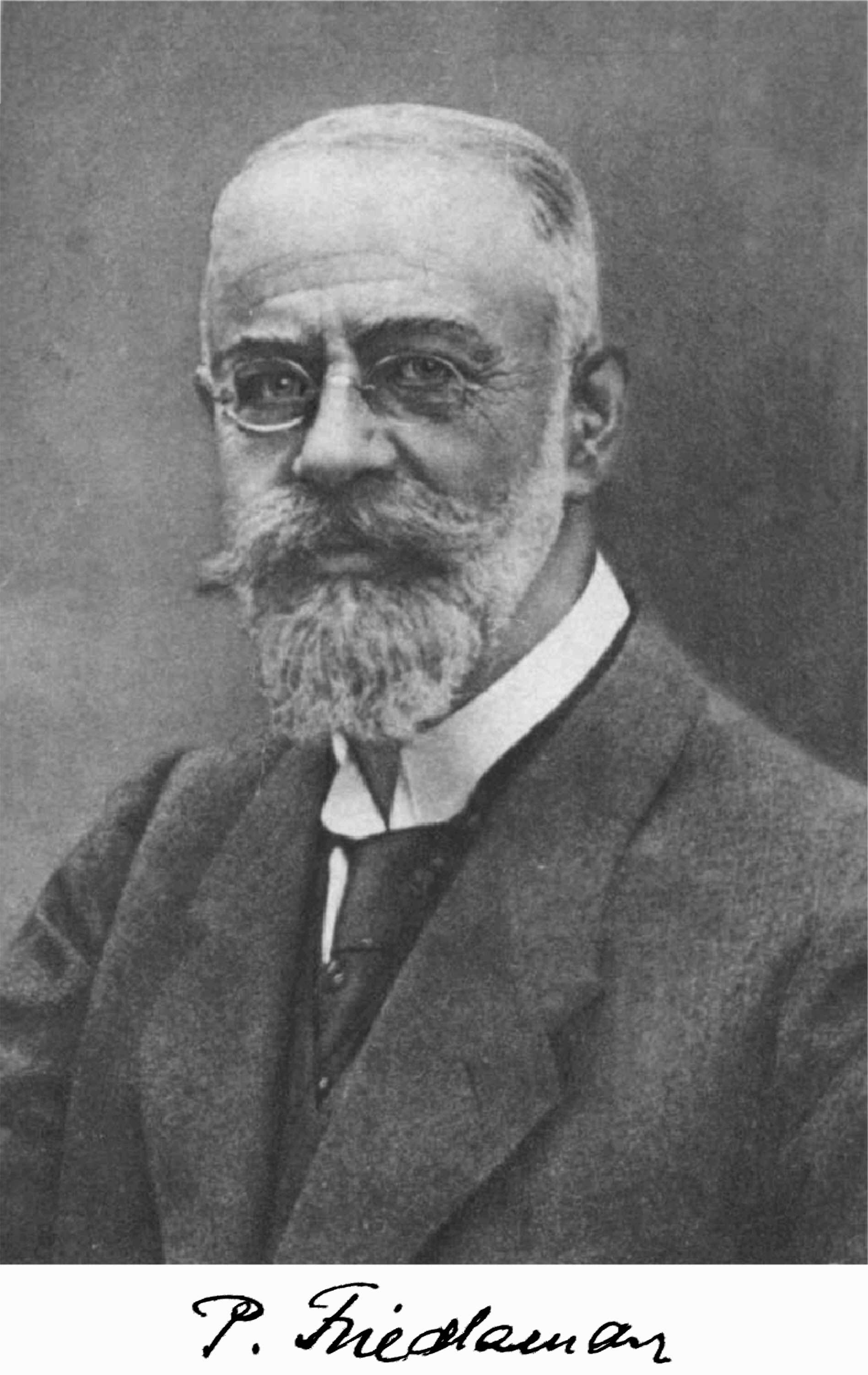
Paul Friedlaender (* 1857)

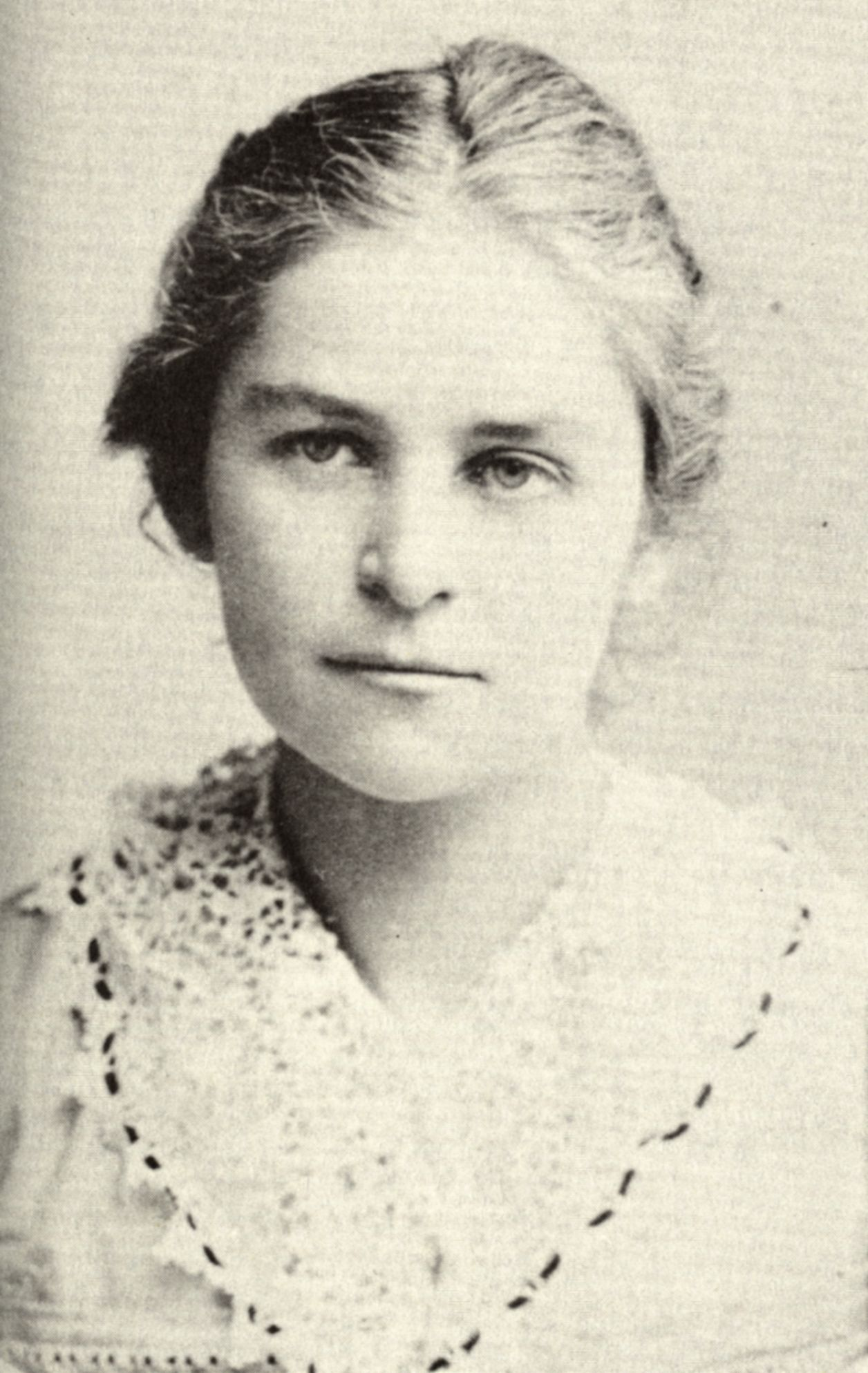
Hedwig Lachmann (* 1865)

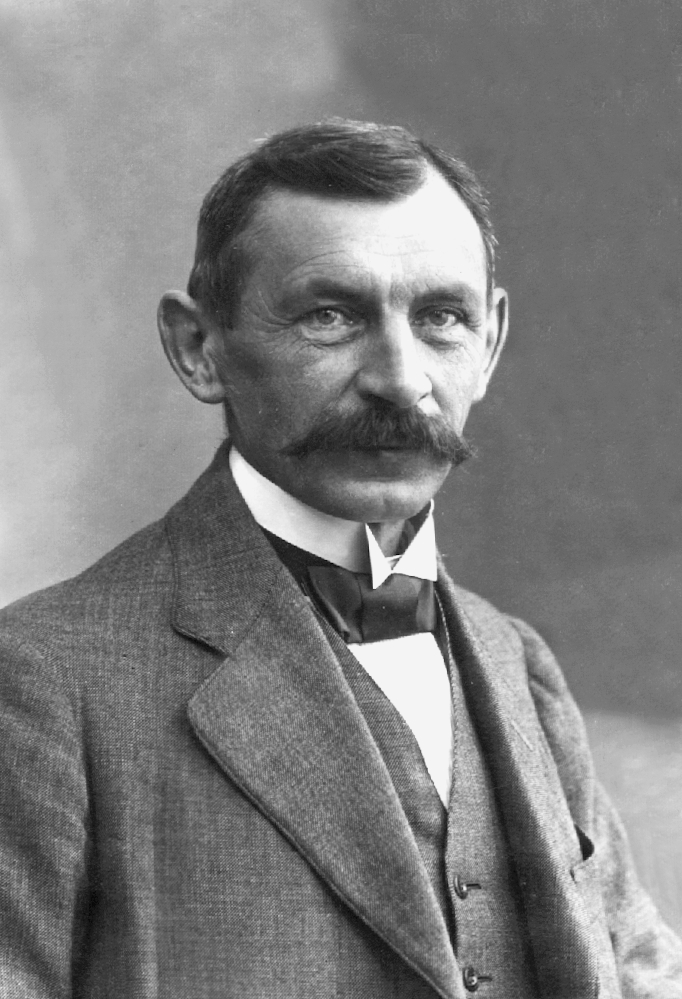
Arnošt Bart-Brězynčanski (* 1870)

Erich Anders (* 1883)

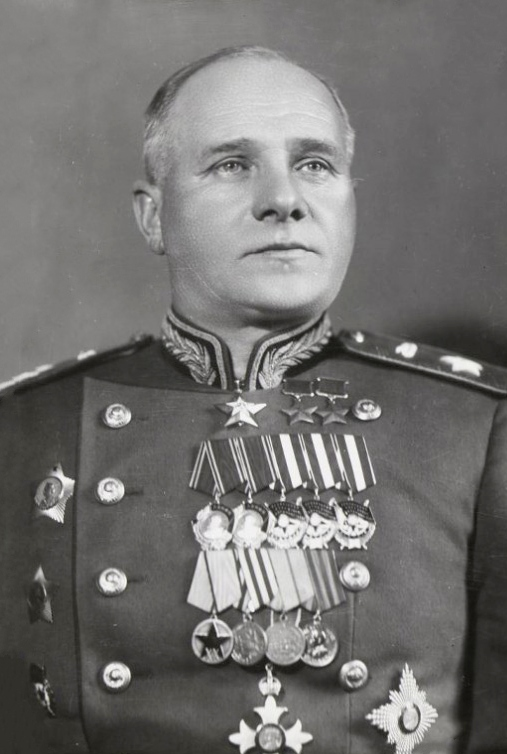
Semjon Bogdanow (* 1894)

- 1854: Christian Heyden, deutscher Porträt-, Genre- und Landschaftsmaler der Düsseldorfer Schule
- 1855: Emil Paur, österreichischer Dirigent und Komponist
- 1856: Oskar Witzel, deutscher Mediziner
- 1857: Paul Friedlaender, deutscher Chemiker
- 1857: Karl Mack, deutscher Physiker und Meteorologe
- 1860: Heinrich von Nauendorf, deutscher Offizier
- 1862: Maurice Maeterlinck, belgischer Schriftsteller
- 1862: Ernst Meumann, deutscher Experimentalpsychologe
- 1863: August Brinkmann, deutscher Altphilologe
- 1863ː Clara von Beringe, deutsche Malerin, Gründungsmitglied der Gruppe Dresdner Künstlerinnen
- 1865: Hedwig Lachmann, deutsche Schriftstellerin und Übersetzerin
- 1866: Hermann Löns, deutscher Journalist und Schriftsteller
- 1869: Alberto Valenzuela Llanos, chilenischer Maler
- 1870: Arnošt Bart-Brězynčanski, sorbischer Politiker, erster Domowina-Vorsitzender
- 1870: Martha Schrag, deutsche Malerin und Grafikerin
- 1871: Albert Lebrun, französischer Politiker und Staatsmann, letzter Präsident der Dritten Republik
- 1871: Florine Stettheimer, US-amerikanische Malerin
- 1871: Jack Butler Yeats, irischer Maler
- 1874: Karel Hlaváček, tschechischer Dichter und Kunstmaler
- 1874: Eilhard Alfred Mitscherlich, deutscher Bodenkundler und Agrarwissenschaftler
- 1875: Leonardo Argüello Barreto, nicaraguanischer Politiker, mehrfacher Minister, Staatspräsident
- 1875: Adolf Mišek, tschechischer Kontrabassist und Komponist
- 1876: Wilhelm Abegg, deutscher Jurist, als Staatssekretär Begründer und Leiter der modernen preußischen Polizei
- 1876: Charles Kettering, US-amerikanischer Ingenieur und Wissenschaftler, Erfinder und Philosoph
- 1878: Wilhelm zur Nieden, deutscher Ingenieur und Widerstandskämpfer
- 1880: Curt Baller, deutscher Jurist, Kommunalpolitiker und preußischer Verwaltungsbeamter
- 1880: Oskar Seibt, sudetendeutscher Dirigent und Komponist
- 1881: Alfred Fischer, deutscher Architekt
- 1881: Alfred Hauptmann, deutscher Psychiater und Neurologe
- 1881: Edvin Kallstenius, schwedischer Komponist
- 1881: Valery Larbaud, französischer Schriftsteller und Literaturkritiker
- 1882: Mushanokōji Kintomo, japanischer Adliger und Sonderbotschafter, Unterzeichner des Antikominternpakts
- 1883: Erich Anders, deutscher Komponist
- 1884: Ehm Welk, deutscher Schriftsteller
- 1885: Hans Jahn, deutscher Politiker, MdB
- 1885: Ugo Sivocci, italienischer Automobilrennfahrer
- 1886: Joseph Godehard Machens, Bischof von Hildesheim
- 1887: Luis Abraham Delgadillo, nicaraguanischer Komponist
- 1887: Vittorio Faroppa, italienischer Fußballspieler und -trainer
- 1888: Mikawa Gun’ichi, japanischer Vizeadmiral
- 1890: Richard Casey, australischer Politiker
- 1894: Semjon Iljitsch Bogdanow, sowjetischer Chef der Militäradministration in Brandenburg
- 1894: Werner Gilles, deutscher Maler
- 1895: Carlo Bigatto, italienischer Fußballspieler und -trainer
- 1897: Victor Bourgeois, belgischer Architekt und Stadtplaner
- 1897: Else Lohmann, deutsche Malerin
- 1897: Helge Rosvaenge, dänischer Opernsänger (Tenor)
- 1897: Paul Schneider, deutscher Pfarrer und Opfer des Nationalsozialismus
- 1898: Preston Sturges, US-amerikanischer Drehbuchautor und Regisseur
- 1900: Franz Hayler, deutscher Kaufmann, MdR, Staatssekretär und stellvertretender Wirtschaftsminister
- 1900: Erich Preiser, deutscher Ökonom

### 20. Jahrhundert

#### 1901–1925

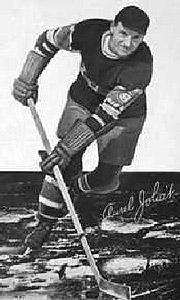
Aurèle Joliat (* 1901)

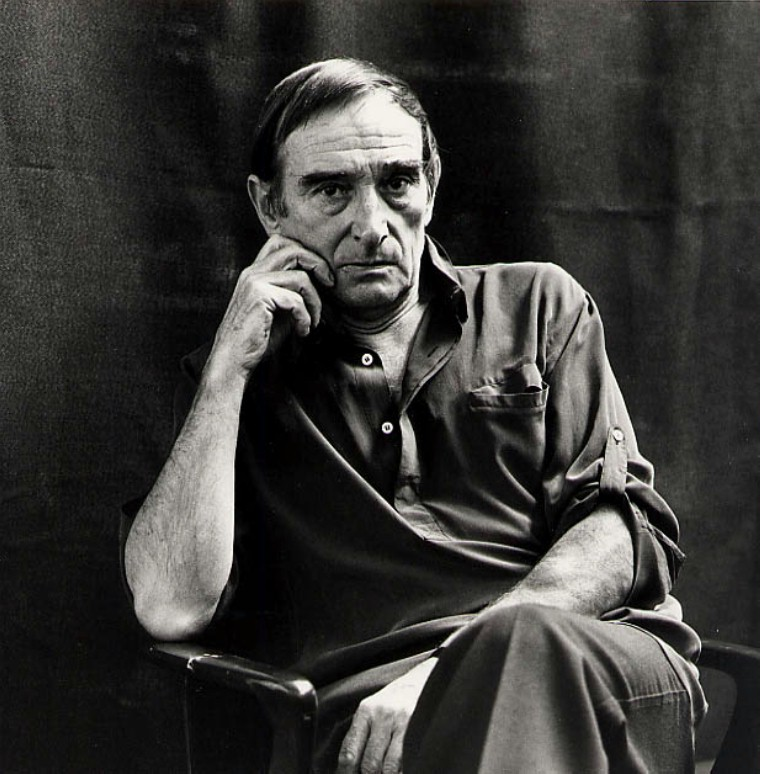
Emil Schumacher (* 1912)

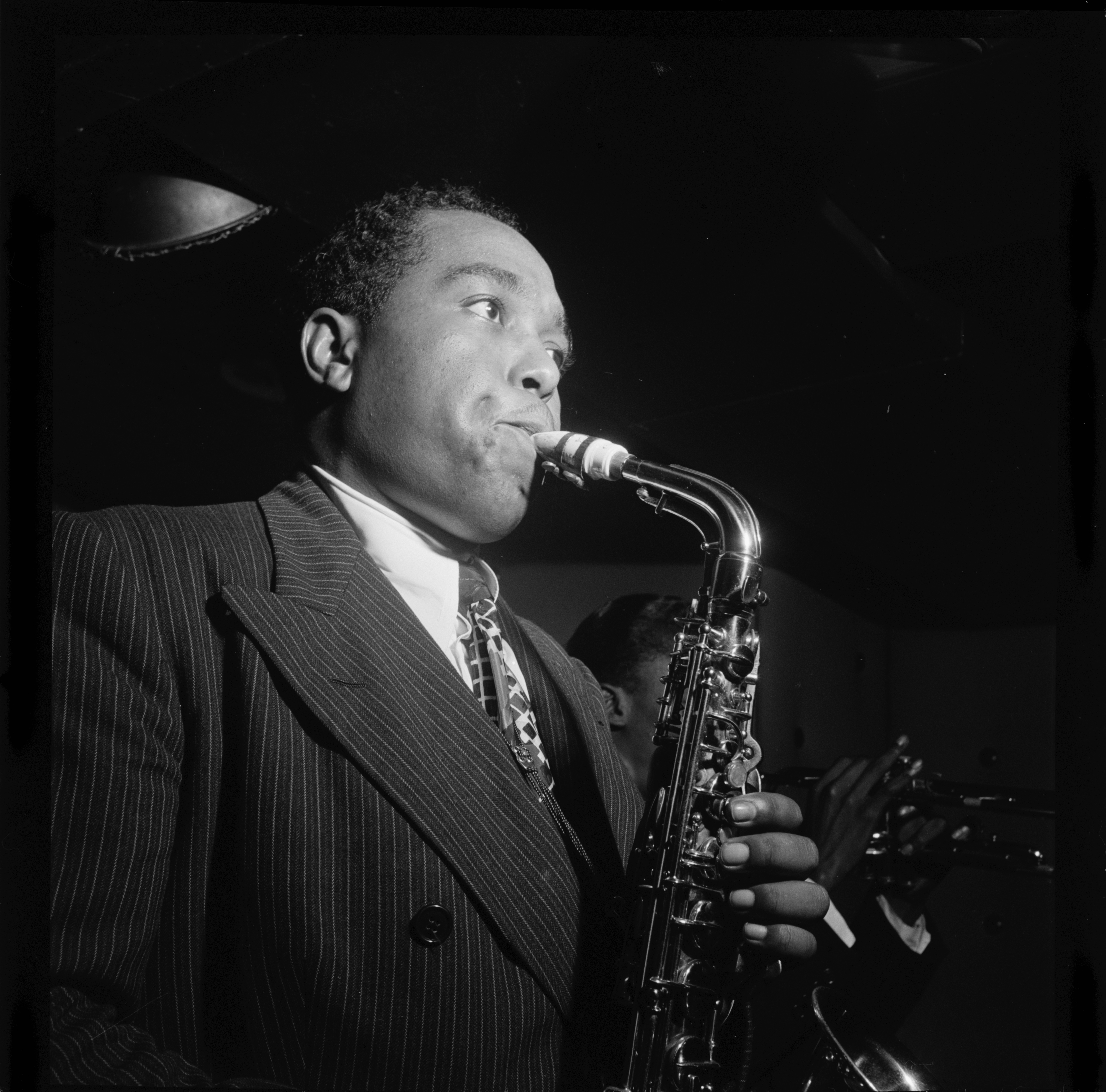
Charlie Parker (* 1920)

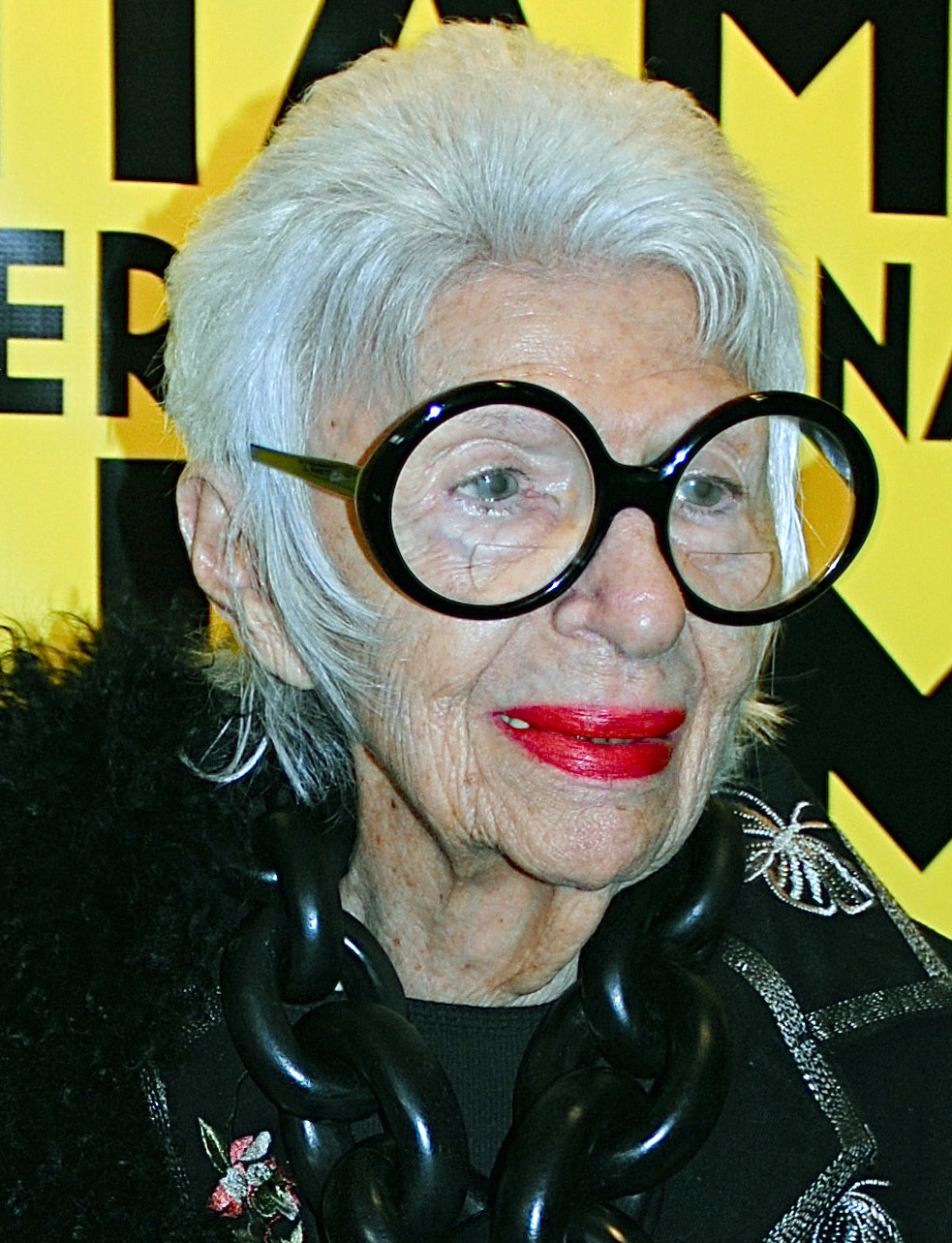
Iris Apfel (* 1921)

- 1901: Aurèle Joliat, kanadischer Eishockeyspieler
- 1901: Asakazu Nakai, japanischer Kameramann
- 1902: Erich Wendt, deutscher Verlagsleiter und Staatssekretär
- 1903: Ernst Kreuder, deutscher Schriftsteller
- 1904: Werner Forßmann, deutscher Herzchirurg, Nobelpreisträger
- 1904: Louise Piëch, österreichische Unternehmerin
- 1905: Hermann Berg, deutscher Politiker, MdB
- 1905: Al Taliaferro, US-amerikanischer Comiczeichner
- 1906: Ingo Braecklein, Bischof der evangelischen Landeskirche von Thüringen
- 1906: Karl Gerold, deutscher Journalist und Herausgeber der Frankfurter Rundschau
- 1907: Theodor Andresen, deutscher Bauunternehmer und Widerstandskämpfer
- 1907: Nando Barbieri, italienischer Automobilrennfahrer
- 1910: Engelbert Broda, österreichischer Chemiker und Physiker
- 1910: Roberto Pineda Duque, kolumbianischer Komponist
- 1910: Vivien Thomas, afroamerikanischer Chirurg
- 1912: Emil Schumacher, deutscher Maler
- 1912: Sohn Kee-chung, japanischer Marathonläufer koreanischer Abstammung, Olympiamedaillengewinner
- 1913: Jan Ekier, polnischer Pianist, Komponist und Musikpädagoge
- 1913: Georges Houot, französischer Marineoffizier und Meeresforscher
- 1914: Erwin Scharf, österreichischer Politiker
- 1915: Ingrid Bergman, schwedische Filmschauspielerin
- 1915: Jay R. Smith, US-amerikanischer Kinderschauspieler
- 1916: Consuelo Velázquez, mexikanische Komponistin
- 1917: John Leonard King, britischer Wirtschaftsführer
- 1918: Anthony Crosland, britischer Politiker, Außenminister und sozialistischer Theoretiker
- 1919: Baz Bastien, kanadischer Eishockeyspieler, -trainer und -funktionär
- 1919: Armando Hunziker, argentinischer Botaniker
- 1919: János Rácz, ungarischer Mathematiker, Lehrer und Autor
- 1919: Irmtraut Wäger, deutsche Menschenrechtlerin
- 1920: Charlie Parker, US-amerikanischer Jazz-Saxophonist
- 1920: Giorgos Sisilianos, griechischer Komponist
- 1921: Iris Apfel, US-amerikanische Geschäftsfrau, Innenarchitektin, Modeikone
- 1921: Gerhard Grüneberg, deutscher Politiker
- 1921: Erni Singerl, deutsche Volksschauspielerin
- 1922: Harri Asi, estnischer Schriftsteller und Lyriker
- 1922: Richard Blackwell, US-amerikanischer Modekritiker
- 1922: John Williams, US-amerikanischer Schriftsteller
- 1923: Richard Attenborough, britischer Schauspieler und Regisseur
- 1923: Werner Eilitz, deutscher Fußballer
- 1924: Peter Selinka, deutscher Kunstsammler
- 1924: Dinah Washington, US-amerikanische Jazz-, Pop- und Bluessängerin
- 1925: Demetrio Basilio Lakas, Staatspräsident von Panama

#### 1926–1950

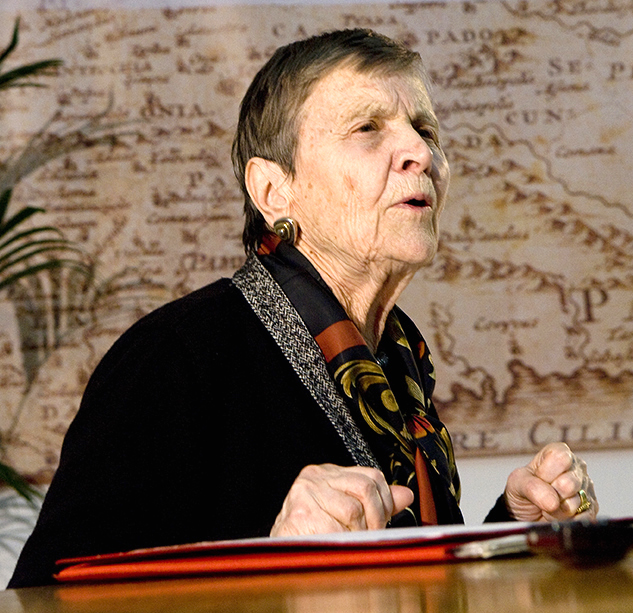
Hélène Ahrweiler (* 1926)

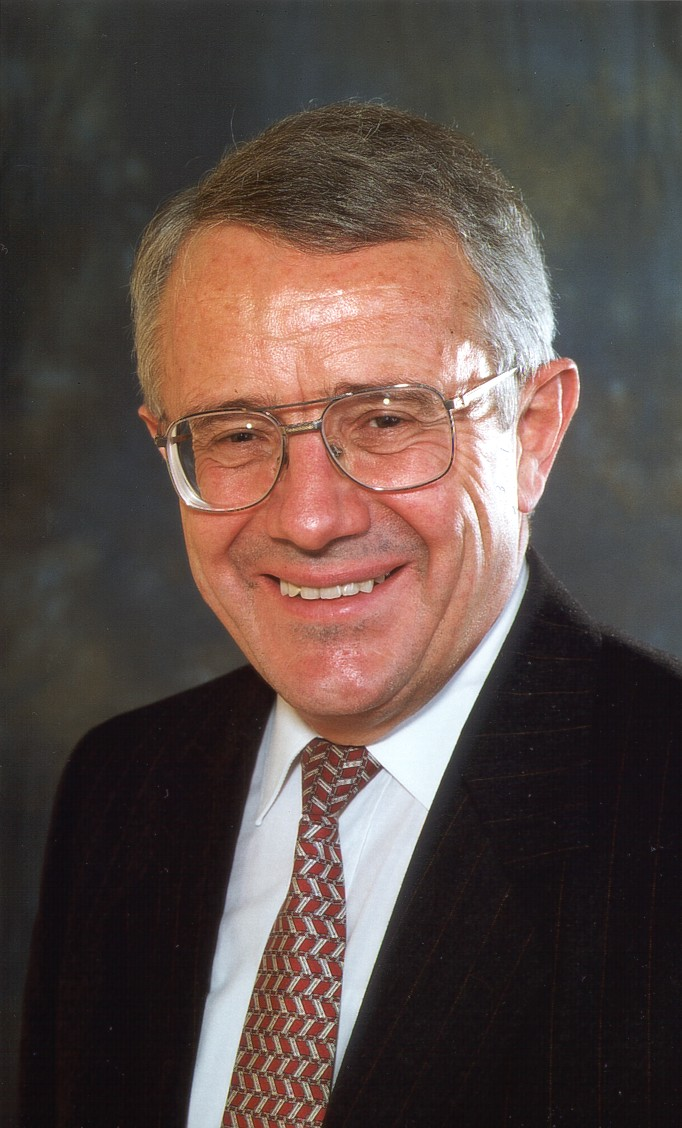
Arnold Koller (* 1933)

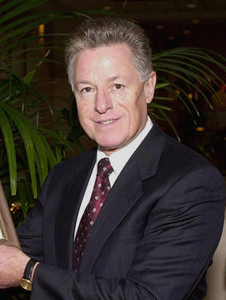
James Florio (* 1937)

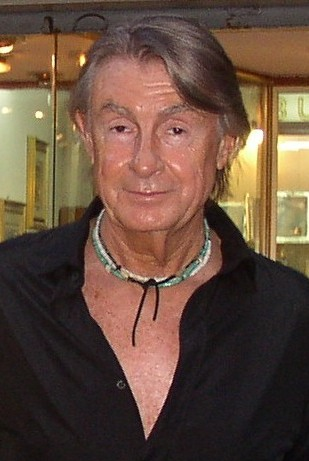
Joel Schumacher (* 1939)

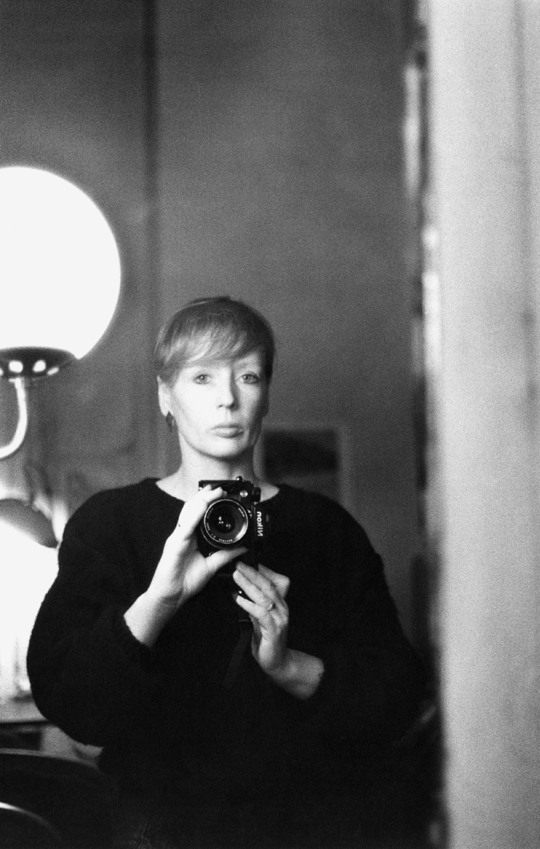
Sibylle Bergemann (* 1941)

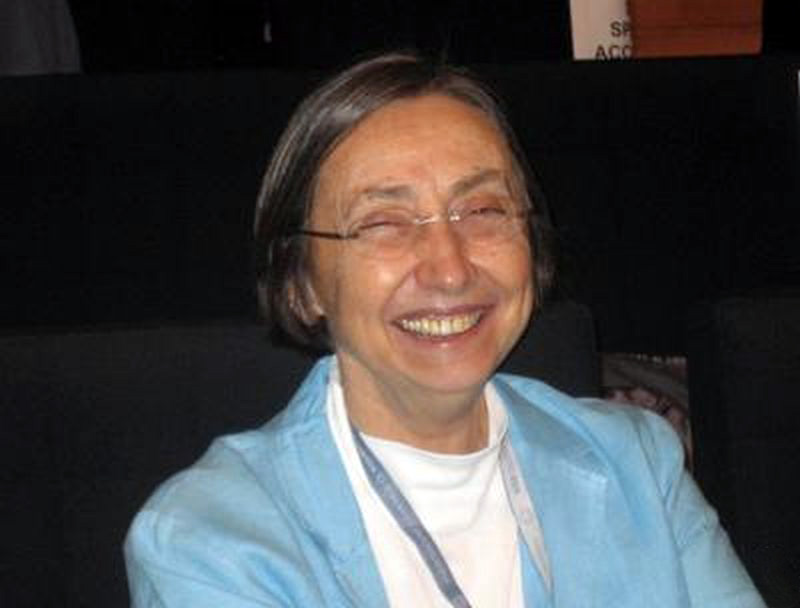
Michele Vergne (* 1943)

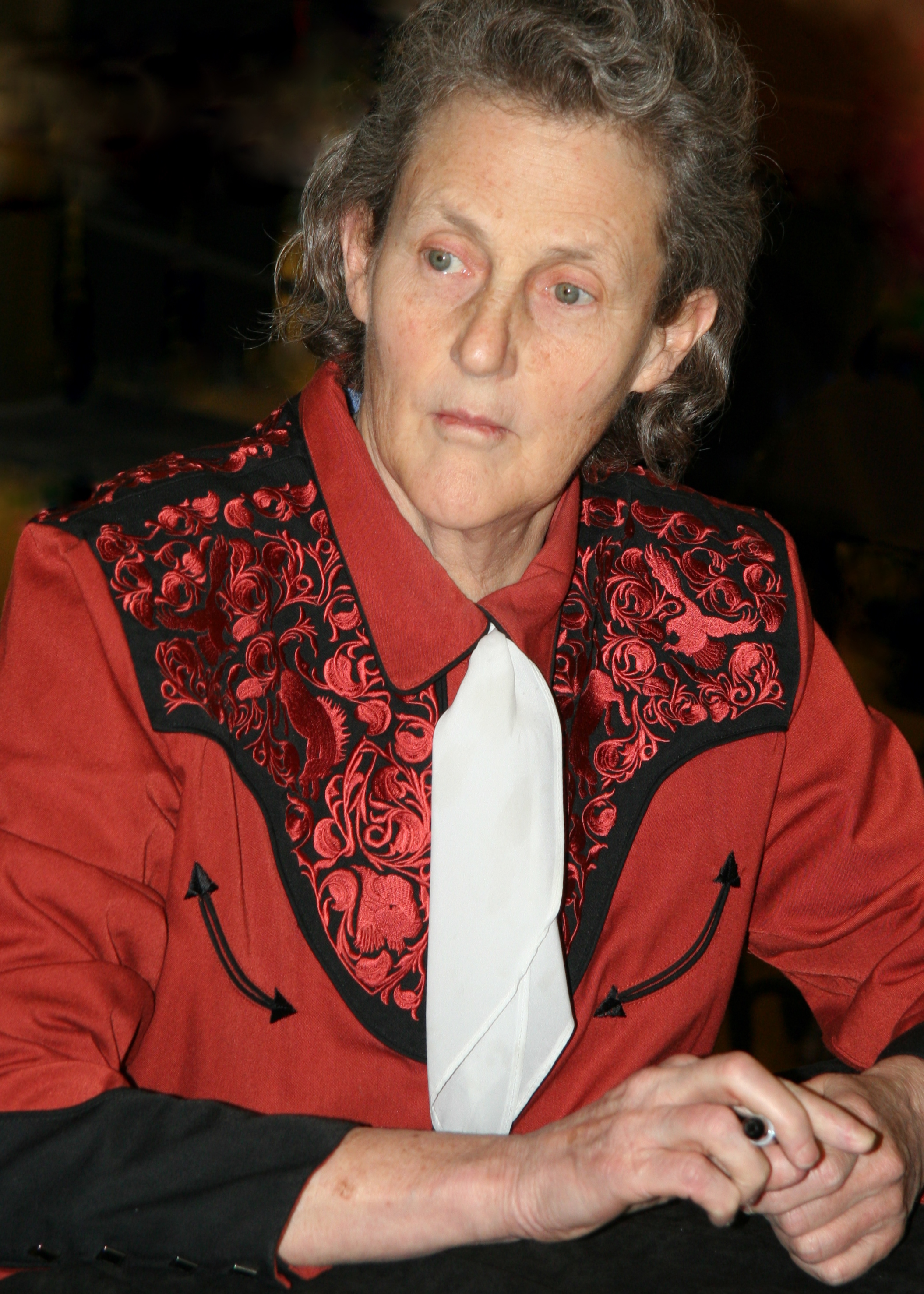
Temple Grandin (* 1947)

- 1926: Hélène Ahrweiler, griechische Byzantinistin und UNICEF-Botschafterin
- 1927: Gerard Gratton, kanadischer Gewichtheber
- 1927: Forrest Westbrook, US-amerikanischer Jazzpianist
- 1928: Klaus Bölling, deutscher Journalist und Regierungssprecher
- 1928: Annemarie Dose, deutsche Philanthropin
- 1928: Jürgen Fijalkowski, deutscher Politikwissenschaftler und Soziologe
- 1928: Charles Gray, britischer Schauspieler
- 1928: Herbert Meier, Schweizer Schriftsteller
- 1928: Stefan Moses, deutscher Fotograf
- 1928: Dzidra Ritenberga, lettische Schauspielerin und Regisseurin
- 1928: Kurt Stöber, deutscher Rechtspfleger und juristischer Fachbuchautor
- 1929: John Arthur, südafrikanischer Schwergewichtsboxer
- 1929: Thom Gunn, britischer Dichter und Universitätslehrer
- 1930: Atif Sidqi, ägyptischer Politiker, Ministerpräsident
- 1932: Jerry Dodgion, US-amerikanischer Jazz-Saxophonist
- 1933: Arnold Koller, Schweizer Politiker, Bundesrat
- 1933: Alan Stacey, britischer Formel-1-Rennfahrer
- 1934: Henrique de Curitiba, polnisch-brasilianischer Komponist
- 1934: Horst Szymaniak, deutscher Fußballspieler
- 1935: Djamel Amrani, algerischer Schriftsteller
- 1935: William Friedkin, US-amerikanischer Regisseur, Drehbuchautor und Produzent
- 1936: Gilbert Amy, französischer Komponist und Dirigent
- 1936: John McCain, US-amerikanischer Senator
- 1936: Inga Grigorjewna Woronina, sowjetische Eisschnellläuferin
- 1937: James Florio, US-amerikanischer Gouverneur
- 1937: Dieter Kalenbach, deutscher Comiczeichner
- 1938: Peter Fröhlich, österreichischer Schauspieler und Sänger
- 1938: Elliott Gould, US-amerikanischer Schauspieler
- 1938: Christian Müller, deutscher Fußballspieler
- 1938: Paul Keller, Schweizer Automobilrennfahrer
- 1938: Hermann Nitsch, österreichischer Künstler
- 1939: Jolán Kleiber-Kontsek, ungarische Leichtathletin
- 1939: Joel Schumacher, US-amerikanischer Regisseur, Drehbuchautor und Produzent
- 1940: James Brady, US-amerikanischer Aktivist
- 1940: Til Erwig, deutscher Schauspieler
- 1940: Rotraud Schindler, deutsche Schauspielerin und Komödiantin
- 1941: Sibylle Bergemann, deutsche Fotografin
- 1941: Ole Ritter, dänischer Radrennfahrer
- 1941: Reinhard Soltau, deutscher Politiker
- 1942: Gottfried John, deutscher Schauspieler
- 1942: Cornelie Sonntag-Wolgast, deutsche Politikerin, MdB
- 1943: Joachim Cochlovius, deutscher evangelikaler lutherischer Theologe
- 1943: Michèle Vergne, französische Mathematikerin
- 1944: Lukas Hartmann, Schweizer Schriftsteller
- 1944: Hans-Joachim Veen, deutscher Politologe
- 1945: Harry S. Morgan, deutscher Regisseur, Produzent und Journalist
- 1945: Wyomia Tyus, US-amerikanische Leichtathletin, Olympiasiegerin
- 1946: Bob Beamon, US-amerikanischer Leichtathlet, Olympiasieger
- 1946: Jean-Daniel Gerber, Schweizer Staatssekretär
- 1946: Lutz Helmig, deutscher Unternehmer und Arzt
- 1946: Rotraut Rieger, deutsche Schauspielerin
- 1947: Irene Dyk-Ploss, österreichische Hochschullehrerin und Politikerin
- 1947: Temple Grandin, US-amerikanische Spezialistin von Anlagen für kommerzielle Tierhaltung
- 1947: James Hunt, britischer Automobilrennfahrer
- 1948: Jan Graubner, tschechischer Erzbischof von Olmütz und Metropolit von Mähren
- 1948: Xaver Kurmann, Schweizer Radrennfahrer
- 1948: Wilfried Loth, deutscher Historiker und Politikwissenschaftler
- 1949: John A. Agnew, britisch-US-amerikanischer Geograph und Hochschullehrer
- 1949: Kurt Mehlhorn, deutscher Informatiker
- 1950: Norbert Rüther, deutscher Politiker
- 1950: Manfred Zöllmer, deutscher Politiker

#### 1951–1975
- 1951: Ljubomir Widenow, bulgarischer Bariton
- 1951: Klaus Wockenfuß, deutscher Schachspieler, Internationaler Meister
- 1952: Sanny Åslund, schwedischer Fußballspieler, -trainer und -manager

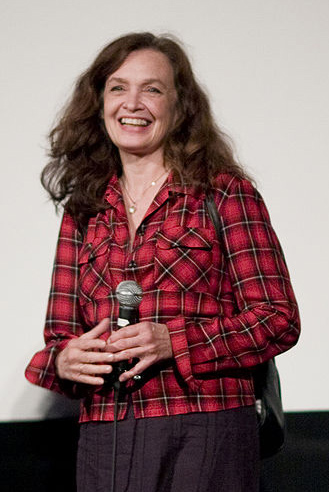
Deborah Van Valkenburgh (* 1952)

- 1952: Deborah Van Valkenburgh, US-amerikanische Film- und Theaterschauspielerin
- 1953: Rainer Scheithauer, deutscher Regelungstechniker und Professor für Nachrichtentechnik
- 1954: Michèle Wolf, französische Fußballspielerin
- 1955: Bernarda Fink, argentinische Sängerin
- 1955: Diamanda Galás, US-amerikanische Sängerin und Songschreiberin
- 1956: Mark Morris, US-amerikanischer Tänzer und Choreograf
- 1956: Eddie Murray, kanadischer American-Football-Spieler
- 1957: Severino Bottero, italienischer Ski-Alpin-Trainer
- 1957: Miki Malör, österreichische Theatermacherin

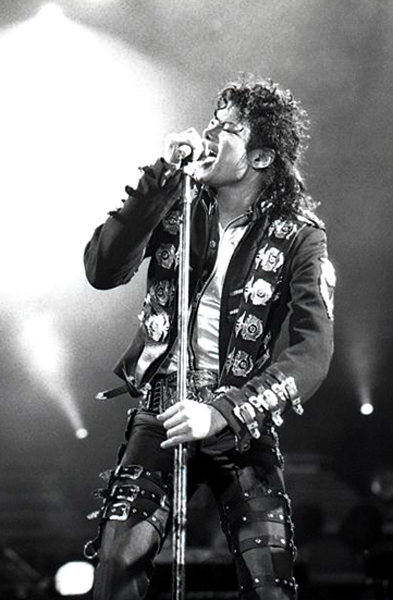
Michael Jackson (* 1958)

- 1958: Michael Jackson, US-amerikanischer Musiker
- 1959: Rebecca De Mornay, US-amerikanische Schauspielerin
- 1959: Ernesto Rodrigues, portugiesischer Geiger
- 1959: Stephen Wolfram, britischer Mathematiker
- 1960: Çingiz Mustafayev, aserbaidschanischer Journalist
- 1961: Ahmed Aboutaleb, niederländischer Politiker
- 1961: Philipp Moog, deutscher Schauspieler
- 1962: Jutta Kleinschmidt, deutsche Rallye-Fahrerin
- 1962: Jorge Martínez, spanischer Motorradrennfahrer, Weltmeister
- 1963: Anita Hörskens, deutsche Malerin und Autorin
- 1963: Mathias Jeschke, deutscher Verlagslektor und Schriftsteller
- 1963: Karl Markovics, österreichischer Schauspieler

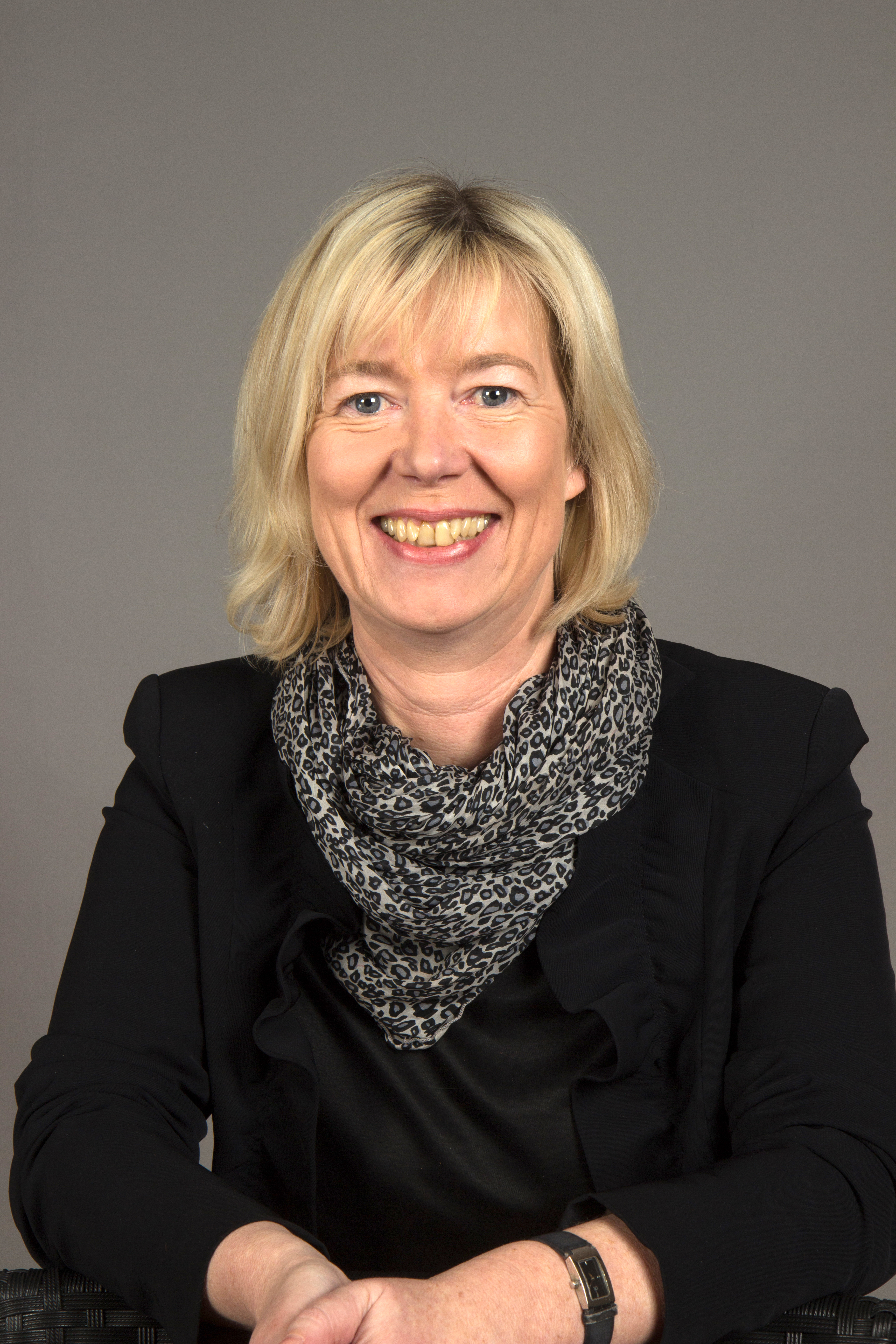
Doris Ahnen (* 1964)

- 1964: Doris Ahnen, deutsche Politikerin, Landesministerin, MdL
- 1964: Délia Fischer, brasilianische Musikerin, Sängerin, Komponistin und Arrangeurin
- 1965: Peter Andersson, schwedischer Eishockeyspieler und -trainer
- 1965: Neno Ašćerić, österreichischer Basketballtrainer und -spieler
- 1965: Eva Cancik-Kirschbaum, deutsche Altorientalistin
- 1966: Armin Trost, deutscher Psychologe
- 1967: Jon Almaas, norwegischer Moderator und Schauspieler
- 1967: Jiří Růžek, tschechischer Fotograf
- 1967: Michael Manousakis, deutscher Unternehmer und Fernsehdarsteller
- 1968: Willi Landgraf, deutscher Fußballspieler
- 1968: Meshell Ndegeocello, US-amerikanische Musikerin und Komponistin
- 1968: Priska Seiler Graf, Schweizer Politikerin
- 1969: Michael Pinnella, US-amerikanischer Keyboarder
- 1969: Stephani Victor, US-amerikanisch-schweizerische Monoskibobfahrerin, Weltmeisterin, Olympiasiegerin
- 1970: Jacco Eltingh, niederländischer Tennisspieler
- 1970: Saša Gedeon, tschechischer Regisseur

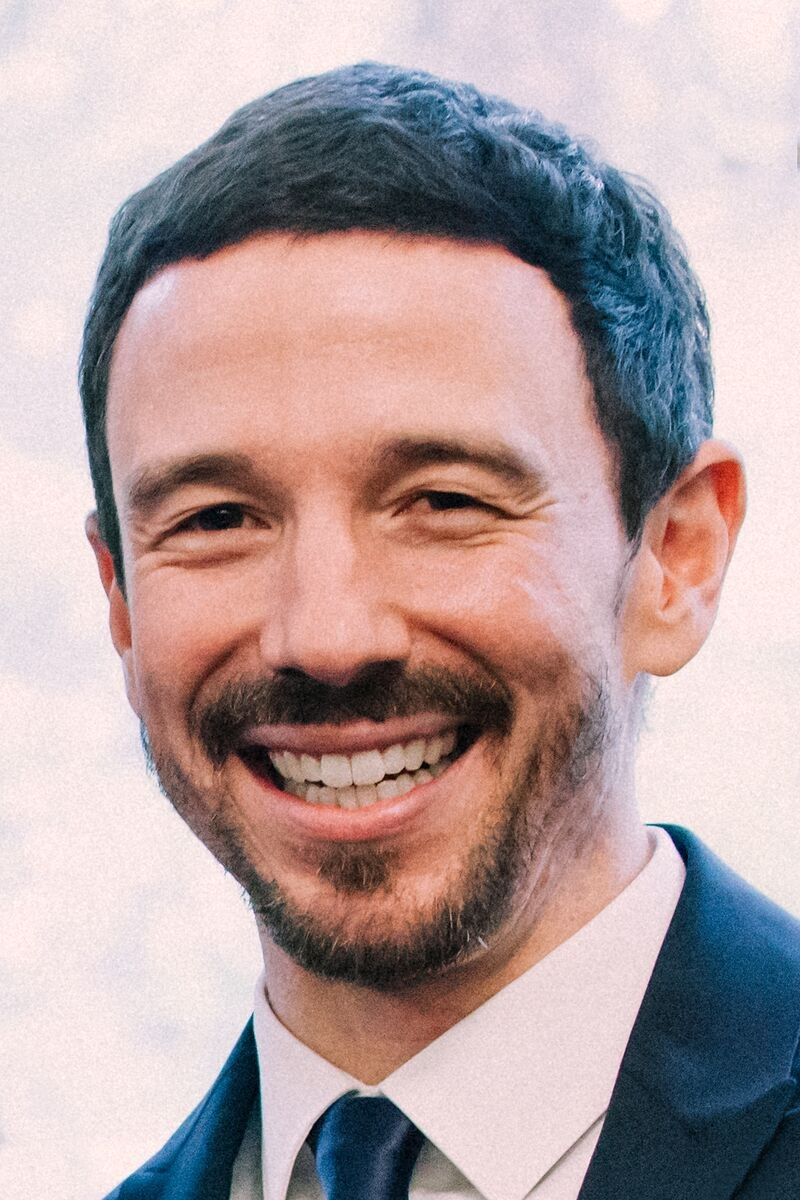
Oliver Berben (* 1971)

- 1971: Oliver Berben, deutscher Regisseur und Filmproduzent
- 1971: Carla Gugino, US-amerikanische Schauspielerin
- 1972: Daniele Ganser, Schweizer Historiker und Publizist
- 1972: Amanda Marshall, kanadische Popmusikerin
- 1973: Aleksandar Tesla, deutscher Schauspieler
- 1973: Thomas Tuchel, deutscher Fußballtrainer
- 1974: Nicola Amoruso, italienischer Fußballspieler
- 1974: Markus Feldhoff, deutscher Fußballspieler
- 1975: Maria Bertrand, kanadische Schauspielerin

#### 1976–2000

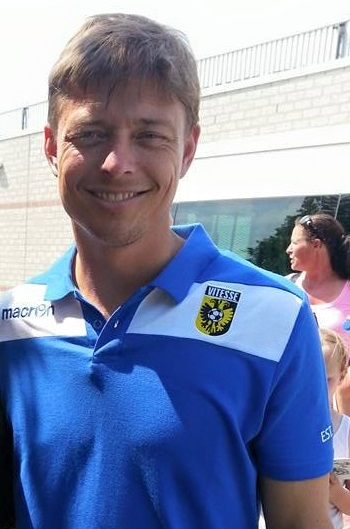
Jon Dahl Tomasson (* 1976)

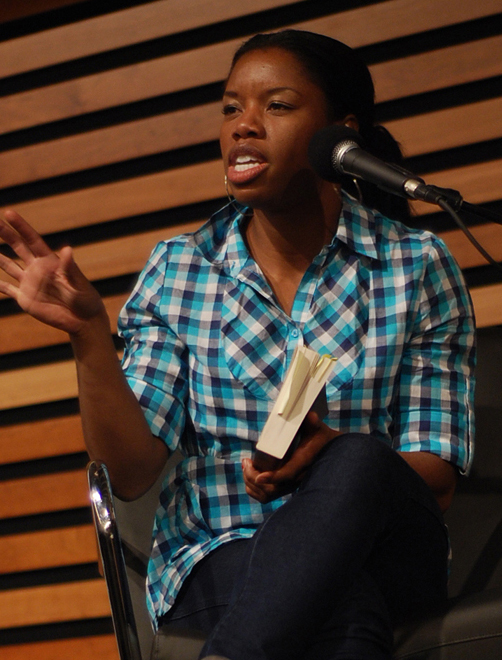
Perdita Felicien (* 1980)

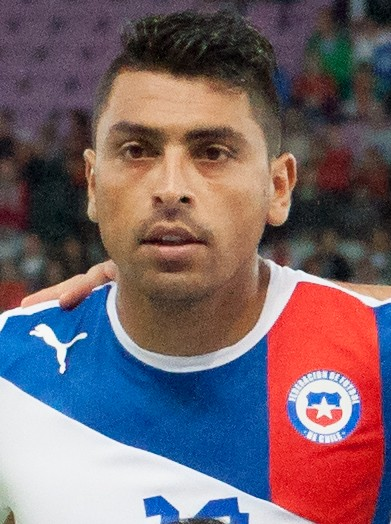
Gonzalo Jara (* 1985)

- 1976: Stephen Carr, irischer Fußballspieler
- 1976: Mieko Kawakami, japanische Schriftstellerin
- 1976: Jon Dahl Tomasson, dänischer Fußballspieler
- 1977: Stefan Leitl, deutscher Fußballspieler
- 1977: John O’Brien, US-amerikanischer Fußballspieler
- 1977: Jo Weil, deutscher Schauspieler und Synchronsprecher
- 1978: Déborah Anthonioz, französische Snowboarderin
- 1978: Volkan Arslan, türkischer Fußballspieler
- 1978: Celestine Babayaro, nigerianischer Fußballspieler
- 1978: Daniel Christensen, deutsch-dänischer Schauspieler
- 1978: Timo Rost, deutscher Fußballspieler
- 1979: Zoltán Almási, ungarischer Schachmeister
- 1979: Kristjan Rahnu, estnischer Leichtathlet
- 1980: Perdita Felicien, kanadische Leichtathletin
- 1980: Faiz Mangat, deutscher Popsänger
- 1981: Miyo Akao, japanische Badmintonspielerin
- 1981ː Émilie Dequenne, belgische Schauspielerin
- 1981: Martin Erat, tschechischer Eishockeyspieler
- 1981: Siarhei Rutenka, spanischer Handballspieler
- 1982: Vincent Enyeama, nigerianischer Fußballspieler
- 1982: Isabella Jantz, deutsche Schauspielerin
- 1982: Felix von Jascheroff, deutscher Filmschauspieler
- 1983: Tino Mohaupt, deutscher Sportschütze
- 1983: Xabi Prieto, spanischer Fußballspieler
- 1984: Christian Lell, deutscher Fußballspieler
- 1984: Helge Meeuw, deutscher Schwimmsportler
- 1985: Gonzalo Jara, chilenischer Fußballspieler
- 1985: Michael Schmerda, deutscher Eishockeyspieler
- 1985: Lucas Vogelsang, deutscher Journalist und Autor
- 1986: Andrey Amador, costa-ricanischer Radrennfahrer
- 1986: Daniel Brauneis, österreichischer Fußballspieler
- 1986: Mirga Gražinytė-Tyla, litauische Dirigentin
- 1986: Lea Michele, US-amerikanische Sängerin und Schauspielerin
- 1987: Rudy Mbemba, schwedischer Basketballspieler
- 1988: Iwan Fedorow, ukrainischer Politiker
- 1988: Harry Aikines-Aryeetey, britischer Leichtathlet
- 1988: Bartosz Kurek, polnischer Volleyballspieler
- 1989: Dario Burgener, Schweizer Telemarker
- 1989: Clemens Maria Schreiner, österreichischer Kabarettist, Moderator und Schauspieler
- 1989: Ronnie Schwartz, dänischer Fußballspieler

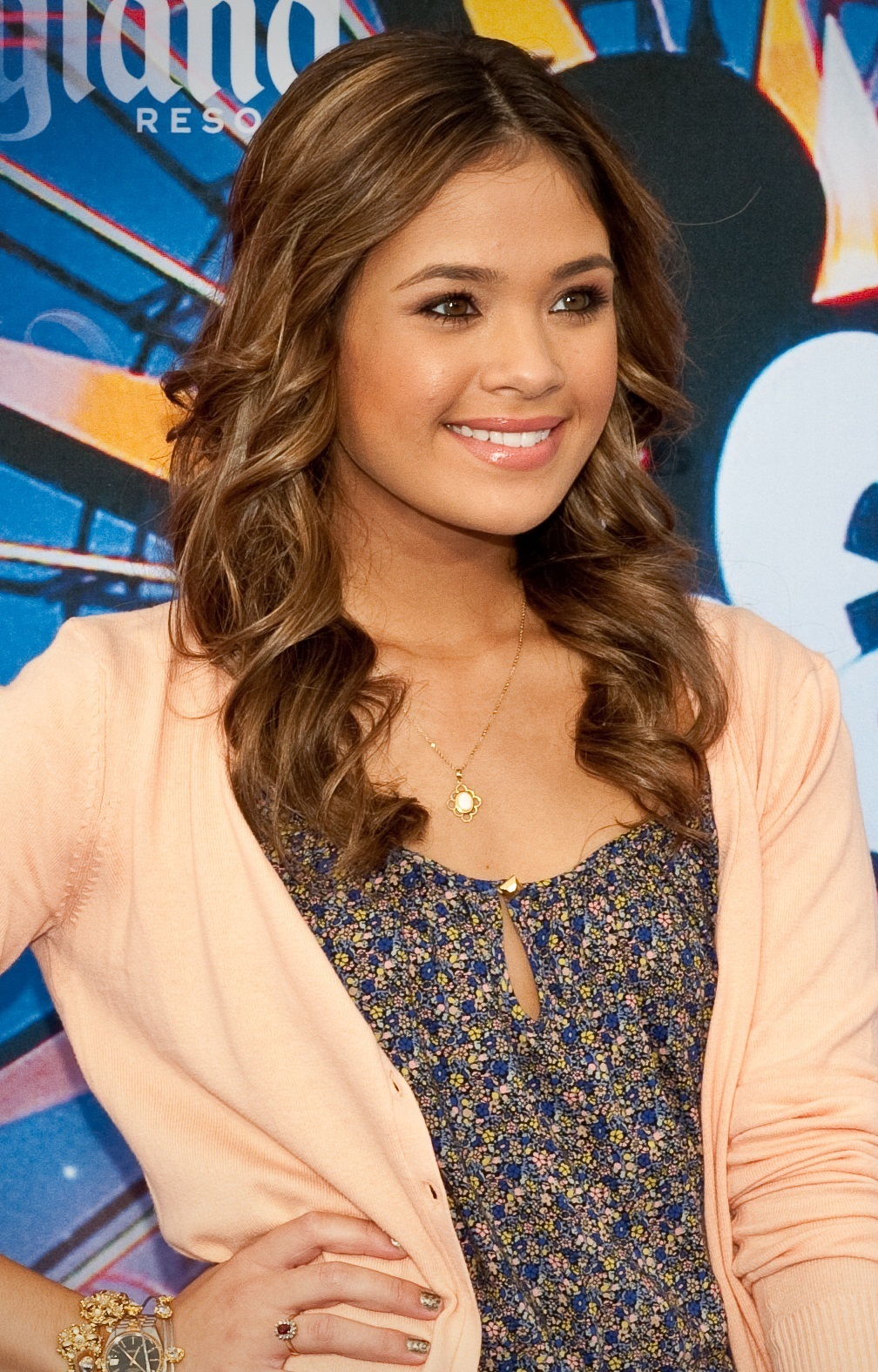
Nicole Anderson (* 1990)

- 1990: Nicole Anderson, US-amerikanische Schauspielerin
- 1990: Gianluca Korte, deutscher Fußballspieler
- 1990: Patrick van Aanholt, niederländischer Fußballspieler
- 1991: Anikó Cirjenics-Kovacsics, ungarische Handballspielerin
- 1991: Lea Kurka, deutsche Schauspielerin
- 1993: Jacopo Mosca, italienischer Radrennfahrer
- 1993: Liam Payne, britischer Sänger
- 1993: Frederic Vystavel, dänischer Ruderer
- 1994: Amanda Fondell, schwedische Popsängerin
- 1996: Joseph Efford, US-amerikanischer Fußballspieler
- 1996: Chris Mueller, US-amerikanischer Fußballspieler
- 1996: Pvlace, deutscher Musikproduzent
- 1997: Michael Miskovez, österreichischer Handballspieler
- 1999: Artti Aigro, estnischer Skispringer
- 1999: Giorgi Tschakwetadse, georgischer Fußballspieler

### 21. Jahrhundert
- 2001: Clarisse Brèche, französische Skirennläuferin
- 2002: Connor Barron, schottischer Fußballspieler
- 2007: Tara Africah Corrigan, deutsch-irische Schauspielerin

## Gestorben

### Vor dem 17. Jahrhundert

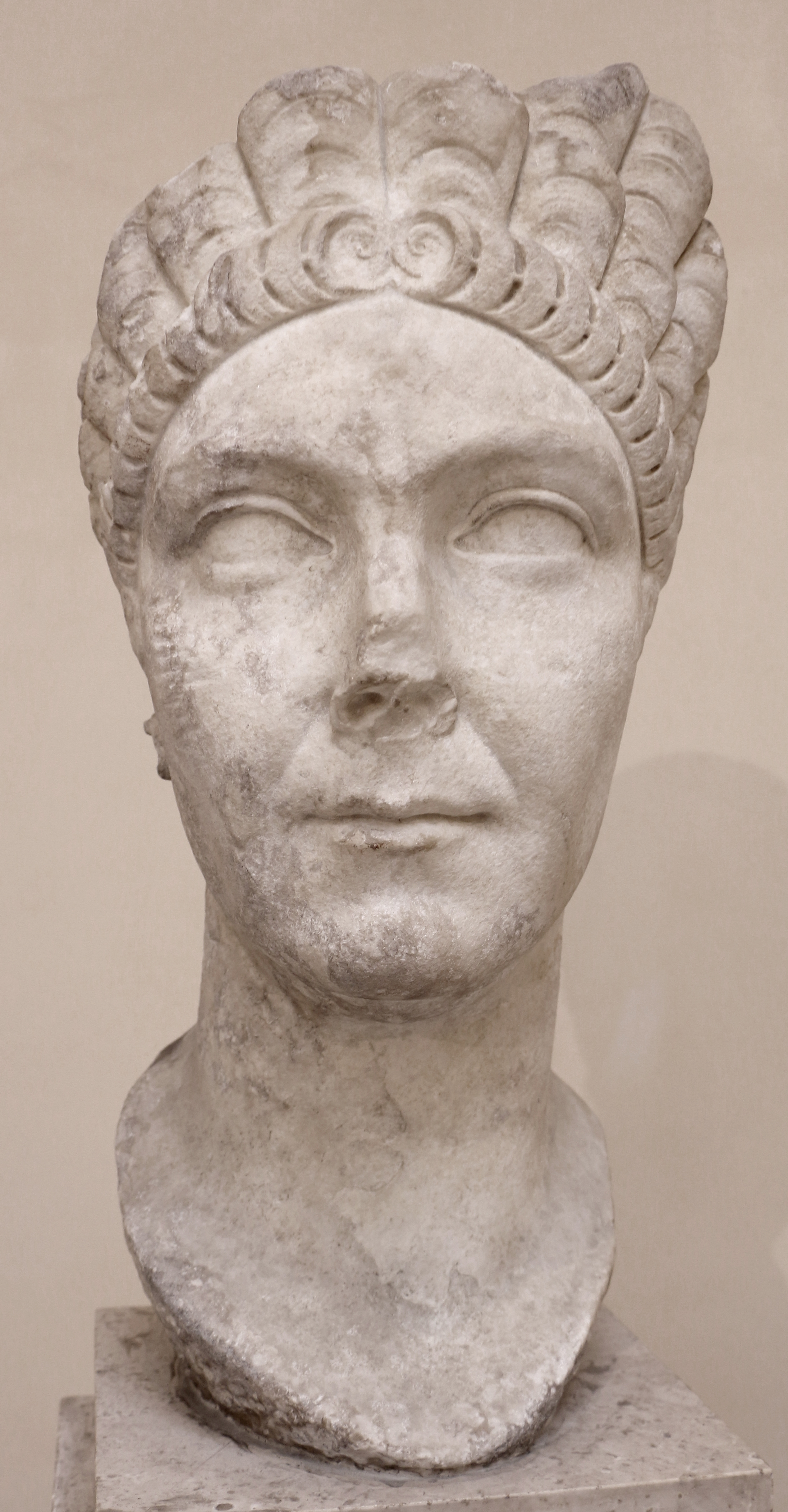
Ulpia Marciana († 112)

- 0112: Ulpia Marciana, ältere Schwester des römischen Kaisers Trajan
- 0886: Basileios I., byzantinischer Kaiser
- 0979: Hugo, erster Bischof von Zeitz
- 1020: Dodiko, Graf im sächsischen Hessengau, Ittergau und Nethegau
- 1093: Hugo I., Herzog von Burgund und Abt von Cluny
- 1123: Øystein I., König von Norwegen
- 1124: Ralph von Battle, Abt
- 1135: Al-Mustarschid, Kalif der Abbasiden
- 1184: Waleran, Bischof von Rochester
- 1204: Marie von Champagne, Gräfin von Flandern und Kaiserin des Lateinischen Kaiserreichs
- 1208: Dietrich II. von Kittlitz, Bischof von Meißen
- 1268: Beatrijs von Nazareth, flämische Mystikerin
- 1272: Henry de Percy, englischer Adeliger
- 1287: Thomas de Clare, Lord of Thomond, englischer Adeliger
- 1298: Eleonore von England, Gräfin von Bar
- 1315: Pietro Tempesta, Graf von Eboli
- 1354: Fra Moriale, Militärführer in Italien
- 1363: Philipp von Navarra, Graf von Longueville

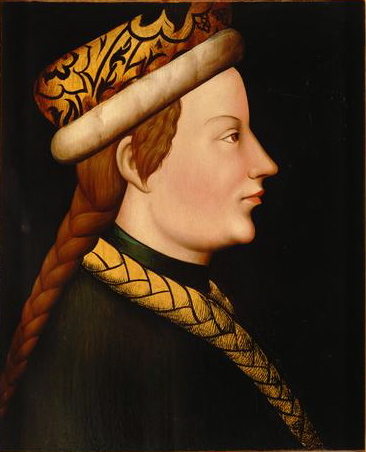
Albrecht III. († 1395)

- 1395: Albrecht III., Herzog von Österreich
- 1435: Paulus de Santa Maria, jüdischer Apostat, Bischof von Cartagena und Burgos
- 1436: Focko Ukena, ostfriesischer Häuptling des Moormer- und Lengenerlandes
- 1442: Johann VI., Herzog der Bretagne
- 1499: Alesso Baldovinetti, italienischer Maler
- 1523: Ulrich von Hutten, deutscher Humanist und Schriftsteller
- 1526: Ludwig II., König von Ungarn und Böhmen
- 1526: Thomas Stoltzer, deutscher Komponist
- 1542: Cristóvão da Gama, portugiesischer Heerführer
- 1543: Maria von Jülich, Herzogin von Jülich-Kleve-Berg
- 1565: Alfonso Carafa, italienischer Geistlicher
- 1584: Lucas de Heere, flämischer Maler, Poet und Dichter
- 1586: Robert Stewart, 1. Earl of March, schottischer Adeliger

### 17./18. Jahrhundert
- 1604: Otto Heinrich, Pfalzgraf und Herzog von Pfalz-Sulzbach
- 1622: Friedrich von Sachsen-Weimar, Obrist im Dreißigjährigen Krieg
- 1629: Charlotte Catherine de La Trémoille, Fürstin von Condé
- 1642: Giovanni Battista Buonamente, italienischer Komponist und Violinist
- 1642: Georg Huber, Bürgermeister von St. Gallen
- 1653: Christoph Vitzthum von Eckstedt, kursächsischer Beamter
- 1661: Louis Couperin, französischer Komponist, Organist und Geigenspieler
- 1672: Nicolaus Zapf, deutscher lutherischer Theologe

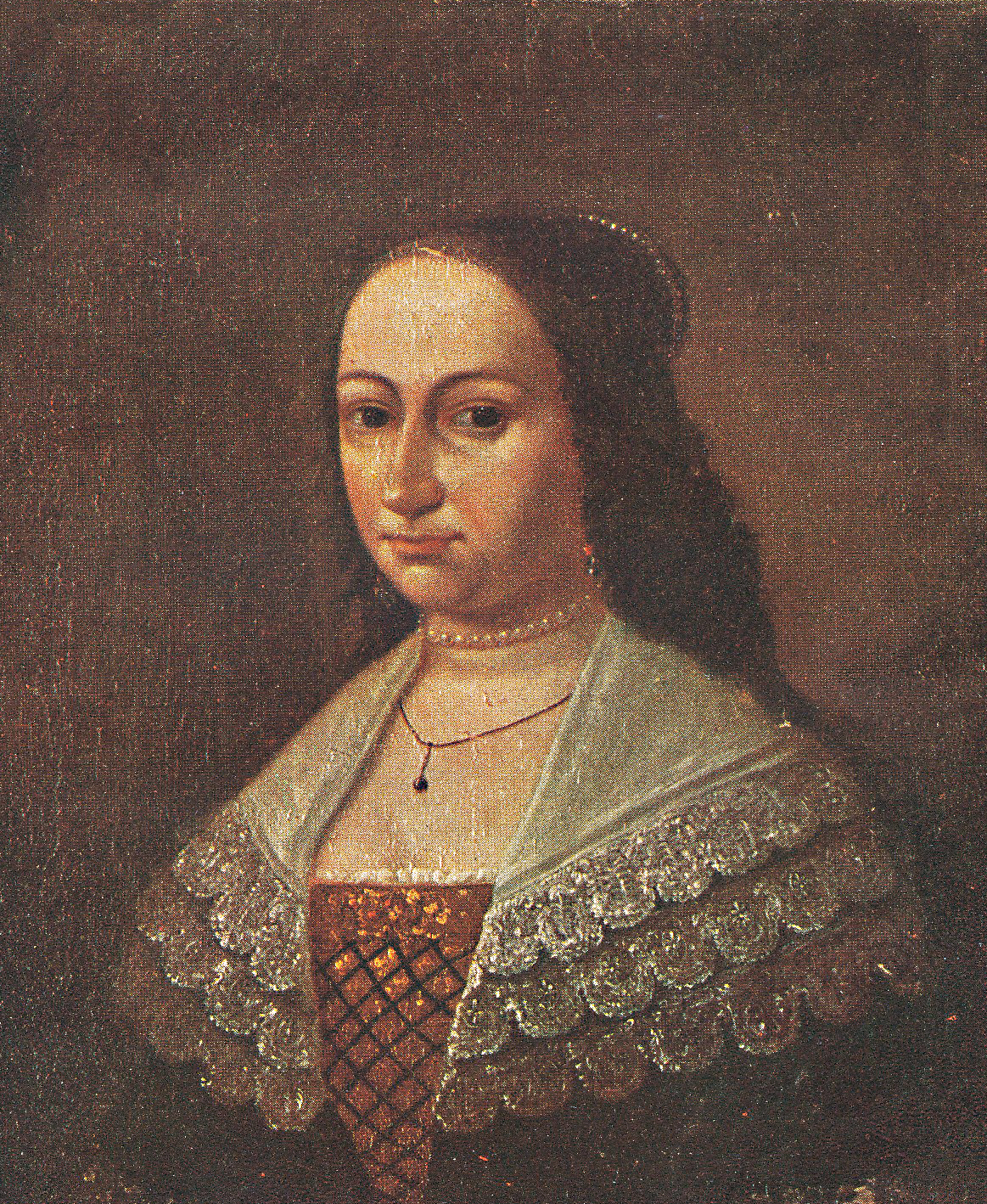
Luise Charlotte von Brandenburg († 1676)

- 1676: Luise Charlotte von Brandenburg, Herzogin von Kurland
- 1683: Adam Haresleben, österreichischer Dombaumeister
- 1690: Christoph Hartmann Schacher, deutscher Jurist
- 1704: Johann Adolf, Graf von Tecklenburg
- 1709: Johann Friedrich Schweitzer, deutscher Alchimist, Botaniker und Mediziner
- 1726: Johann Adrian Slevogt, deutscher Mediziner
- 1729: Moses Benjamin Wulff, Hoffaktor in Berlin und Dessau
- 1734: Berndt Otto I. von Stackelberg, schwedischer Feldmarschall
- 1738: Charlotte von Hessen-Homburg, Herzogin von Sachsen-Weimar

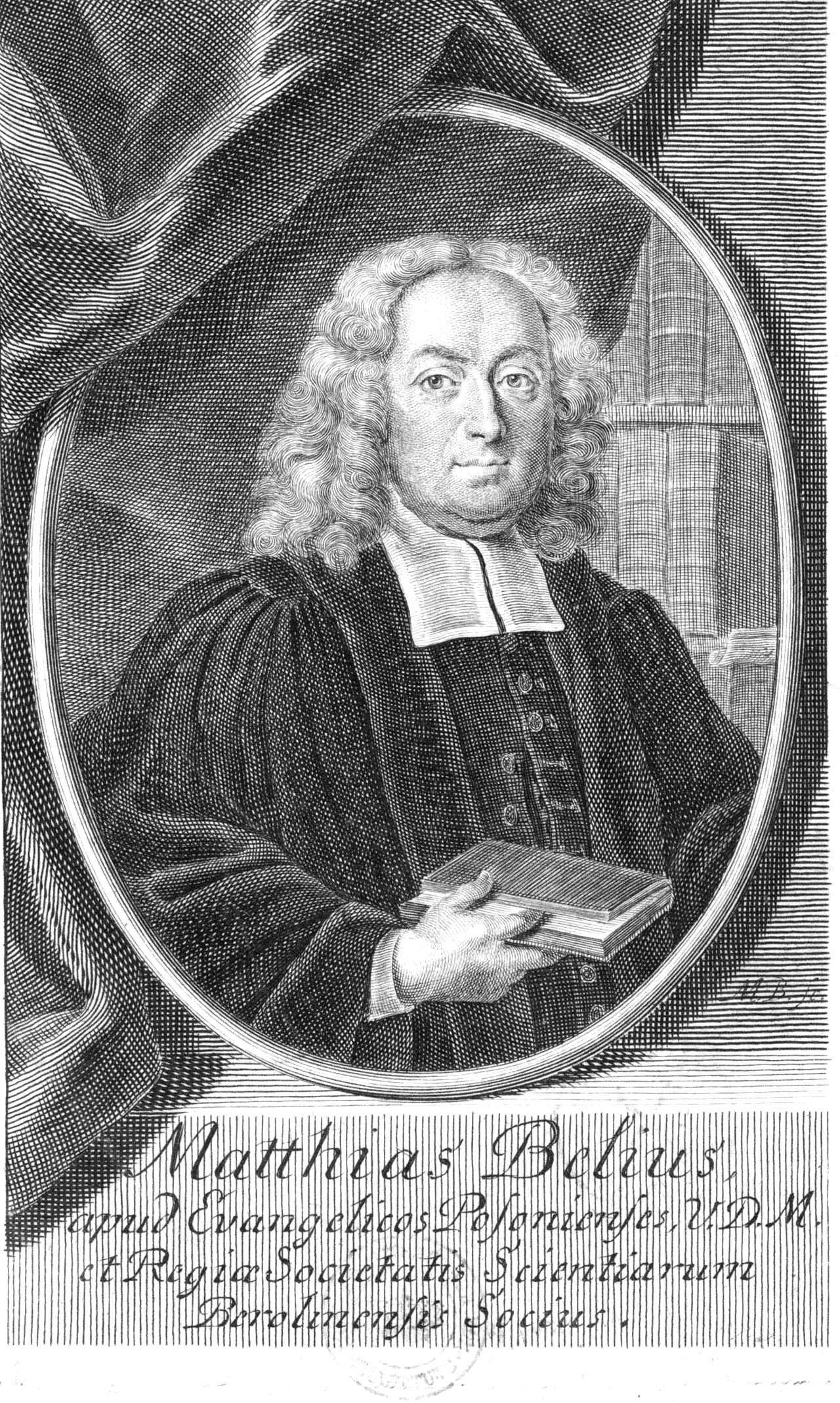
Matthias Bel († 1749)

- 1749: Matthias Bel, ungarisch-slowakischer Historiker, lutherischer Theologe, Pädagoge und Geschichtsschreiber
- 1750: Kasimir Anton von Sickingen, Fürstbischof von Konstanz
- 1762: Stanisław Poniatowski, polnischer Politiker
- 1763: Georg Wilhelm Bauernfeind, deutscher Zeichner und Kupferstecher
- 1780: Jacques-Germain Soufflot, französischer Architekt
- 1781: Dorothea Widmer, Schweizer Gattenmörderin
- 1790: Ludwig Günther II., Fürst von Schwarzburg-Rudolstadt
- 1791: Richard Skinner, britischer Seemann auf der Bounty
- 1791: George Stewart, britischer Seemann auf der Bounty
- 1791: John Sumner, britischer Seemann auf der Bounty
- 1796: Johann Karl Volborth, deutscher lutherischer Theologe
- 1799: Pius VI., Papst

### 19. Jahrhundert

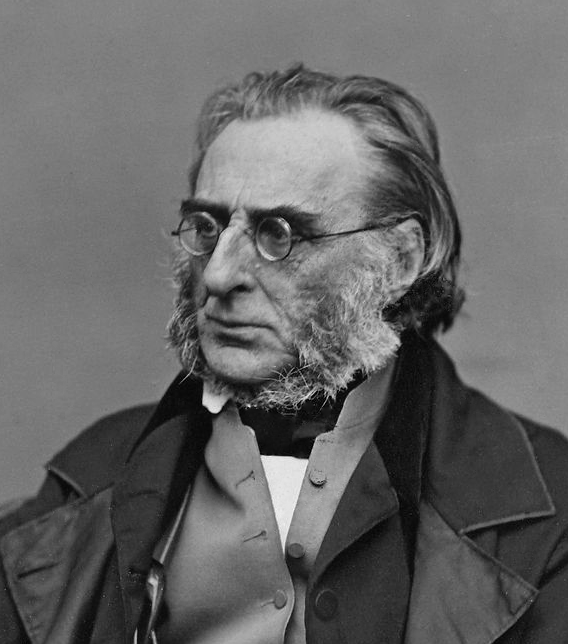
Charles James Napier († 1853)

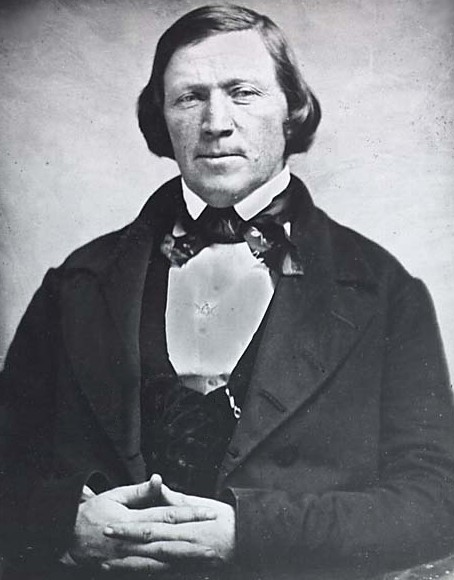
Brigham Young († 1877)

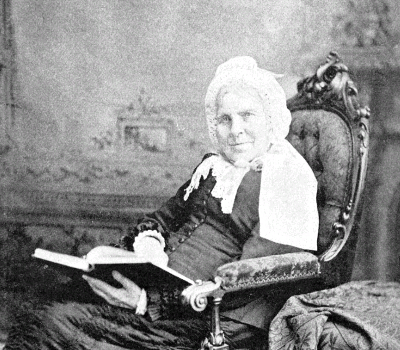
Catharine Parr Trail († 1899)

- 1813: Heinrich Adolph Grimm, deutscher Orientalist
- 1813: Heinrich LXI., Graf und Erbprinz Reuß zu Köstritz
- 1816: Johann Hieronymus Schroeter, deutscher Jurist, Beamter und Astronom
- 1844: Edmund Ignatius Rice, irischer Missionar und Ordensgründer
- 1853: Charles James Napier, britischer General, Oberbefehlshaber der Truppen der Ostindien-Kompanie
- 1854: Maximilian von Wimpffen, österreichischer Feldmarschall
- 1859: Hans Caspar Escher, Schweizer Architekt und Industriepionier
- 1861: Franz Gläser, deutsch-tschechischer Opernkomponist und Kapellmeister
- 1862: Francesco Carlini, italienischer Astronom und Geodät
- 1865: Gerardo Barrios, Präsident von El Salvador
- 1865: John Brough, US-amerikanischer Politiker
- 1865: Gustav Harkort, deutscher Unternehmer, Bankier und Eisenbahn-Pionier
- 1866: Tokugawa Iemochi, 14. Shōgun der Edo-Zeit in Japan
- 1868: Gottlieb Keim, deutscher Anwalt, Kommunalpolitiker und Mitglied der Frankfurter Nationalversammlung
- 1868: Christian Friedrich Schönbein, deutsch-schweizerischer Chemiker
- 1873: Hermann Hankel, deutscher Mathematiker
- 1875: Gustave Oliver Lannes de Montebello, französischer General
- 1877: Brigham Young, Mormonen-Führer, Gründer von Utah und der Stadt Salt Lake City
- 1879: Jeanne Jugan, französische Ordensschwester
- 1880: Paul Octave Hébert, US-amerikanischer Politiker, Gouverneur von Louisiana
- 1881: Jean-Baptiste Auriol, französischer Clown und Artist
- 1886ː Augusta Soldan, finnische Malerin
- 1899: Catharine Parr Traill, britisch-kanadische Botanikerin und Autorin
- 1900: Johann Georg Berlinger, Schweizer Textilfabrikant, Oberst und Politiker
- 1900: Ernest Combe, französisch-schweizerischer Geistlicher und Hochschullehrer

### 20. Jahrhundert

#### 1901–1950

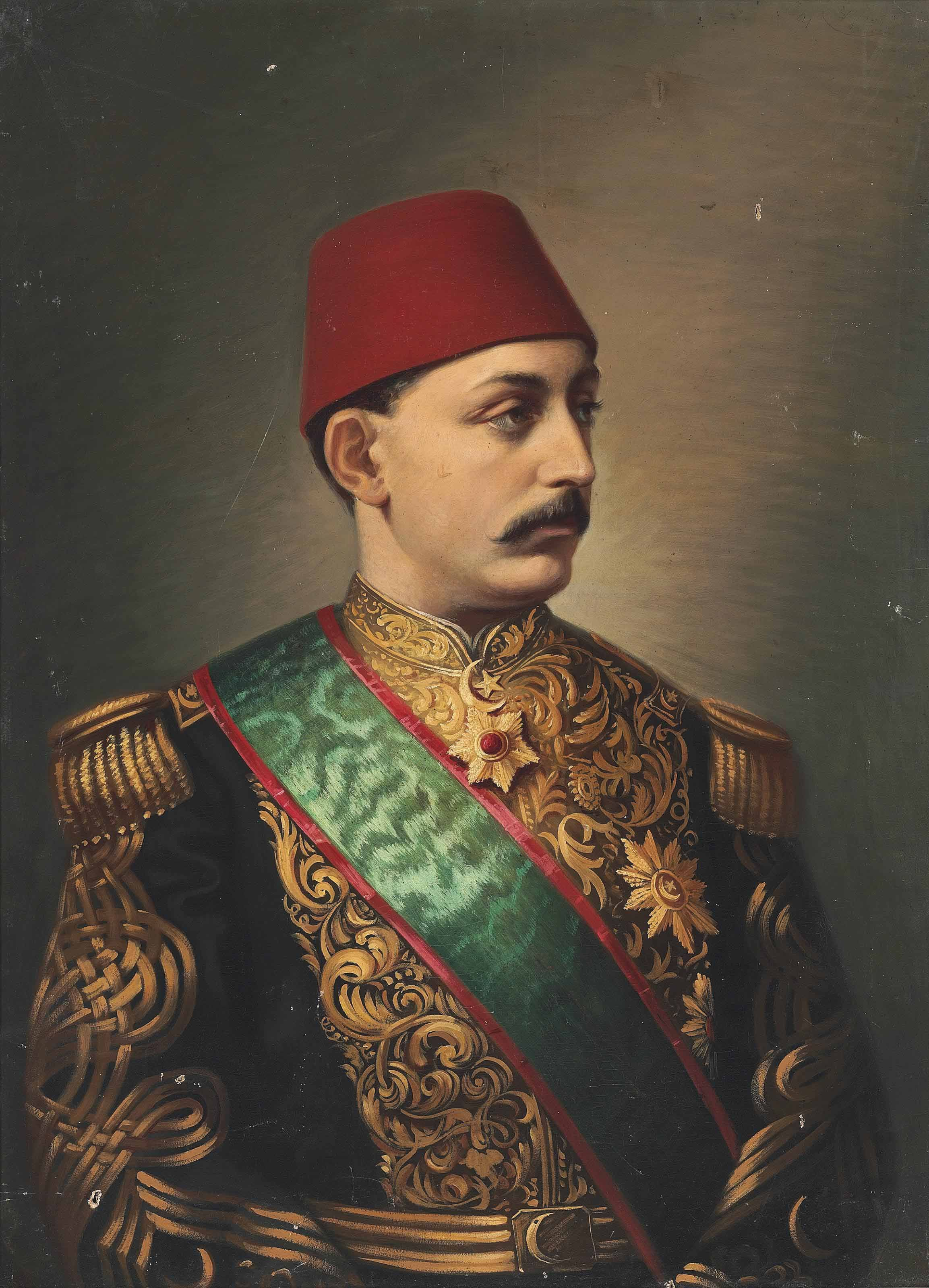
Murad V. († 1904)

- 1904: Murad V., Sultan des Osmanischen Reiches
- 1906: Napoléon Alkan, französischer Komponist und Musikpädagoge
- 1911: Asaf Jah VI., Fürst von Hyderabad
- 1913: Hermann Aron, deutscher Elektroingenieur
- 1914: George Shoobridge Carr, britischer Mathematiker
- 1915: Julius von Payer, österreichisch-ungarischer Polar- und Alpenforscher
- 1917: Albert Grey, 4. Earl Grey, britischer Politiker und Staatsmann
- 1918: Max Dauthendey, deutscher Dichter und Maler
- 1919: Joseph Friedrich Hummel, österreichischer Dirigent und Komponist
- 1920: Léon-Adolphe Amette, französischer Geistlicher, Erzbischof von Paris
- 1920: Gustav Jenner, deutscher Komponist
- 1921: Joel Asaph Allen, US-amerikanischer Zoologe
- 1922: Vic Gonsalves, niederländischer Fußballspieler
- 1923: Anastasia, Prinzessin von Griechenland und Dänemark
- 1925: Anton Nowacki, Schweizer Pflanzenbauwissenschaftler

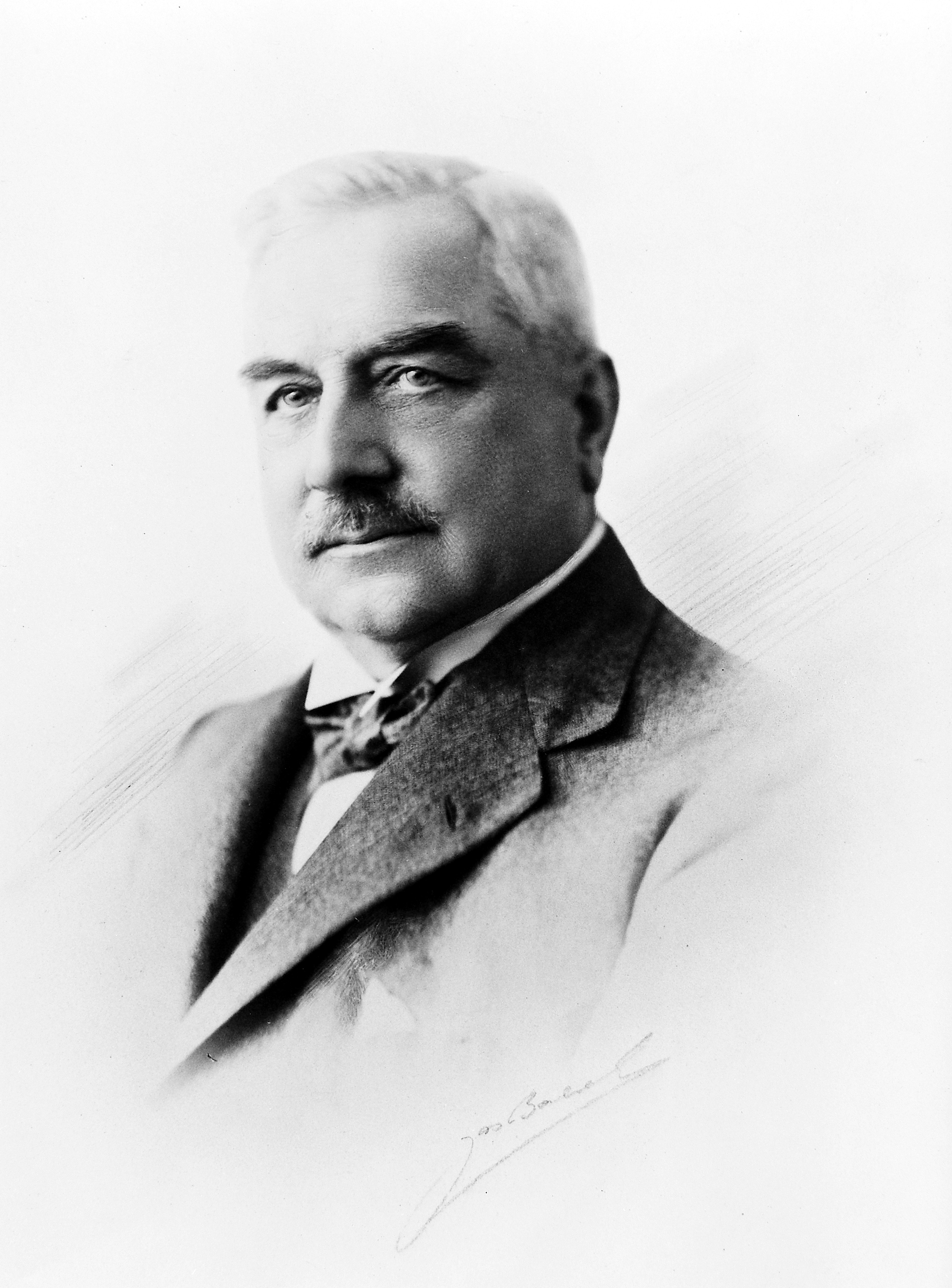
John George Adami († 1926)

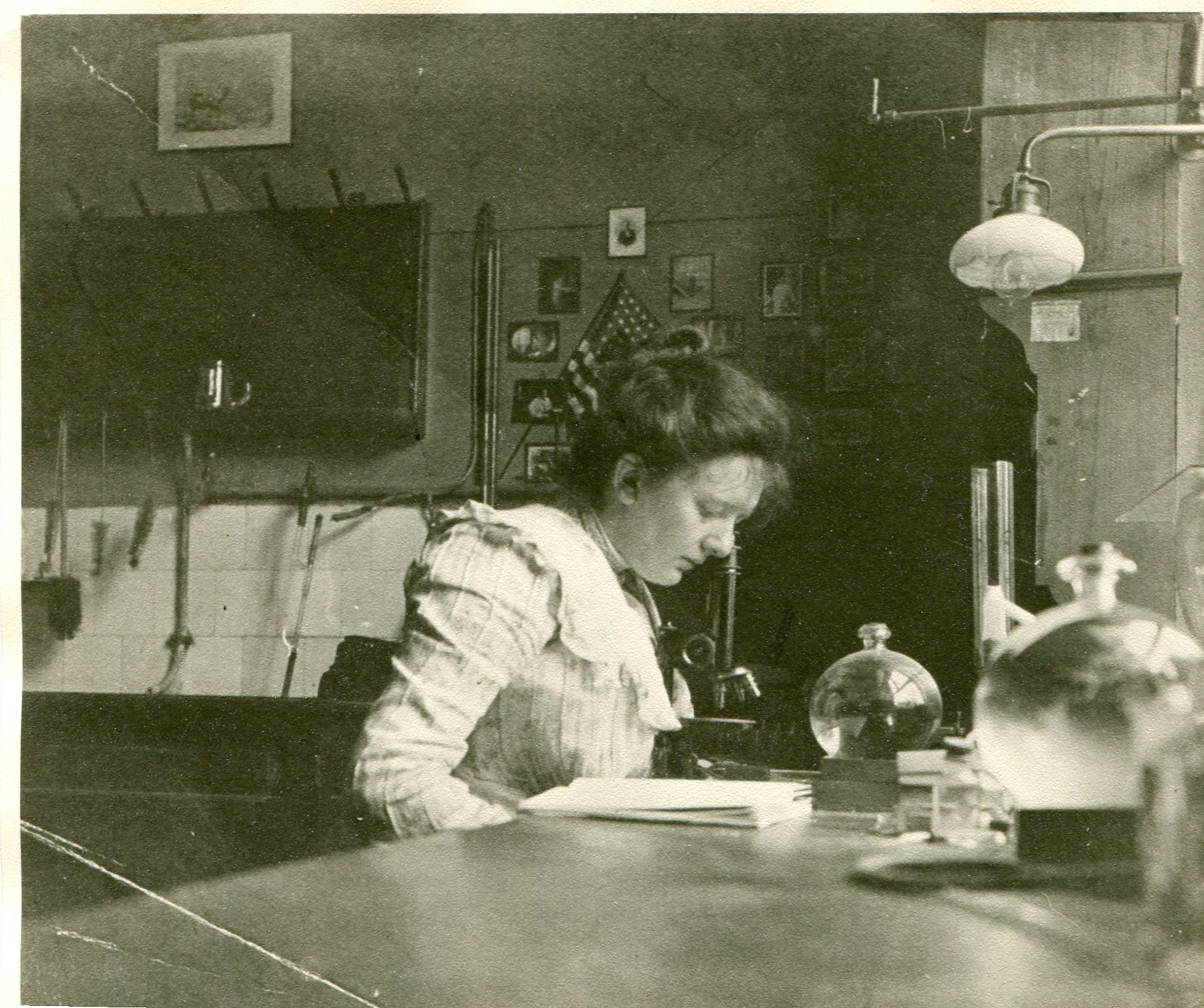
Margarete Zuelzer († 1943)

- 1926: John George Adami, britisch-kanadischer Pathologe
- 1926: Alfred Amschl, österreichischer Jurist und Schriftsteller
- 1926: Amédé Barth, Schweizer Maler und Zeichner
- 1932: Teibi Andō, japanischer General
- 1933: Leopold Koppel, deutscher Bankier, Unternehmer und Förderer von Wissenschaftseinrichtungen
- 1935: Carl Andres, deutscher Gutsbesitzer, Weinbaulobbyist und Politiker
- 1935: Astrid, Königin der Belgier
- 1935: Oleksa Nowakiwskyj, ukrainischer Maler und Pädagoge
- 1938: Béla Kun, ungarischer Politiker
- 1940: Arthur De Greef, belgischer Pianist und Komponist
- 1943ː Margarete Zuelzer, deutsche Zoologin, Opfer des Holocaust
- 1944: Jean-Claude Touche, französischer Organist und Komponist
- 1945: Hans Hausrath, deutscher Forstwissenschaftler
- 1946: Chino Shōshō, japanischer Germanist und Übersetzer
- 1950: Albert Michael Koeniger, deutscher Kirchenhistoriker und Kanonist

#### 1951–2000
- 1953: Richard Euringer, deutscher Schriftsteller

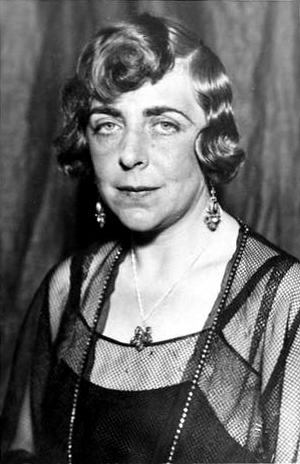
Vicki Baum († 1960)

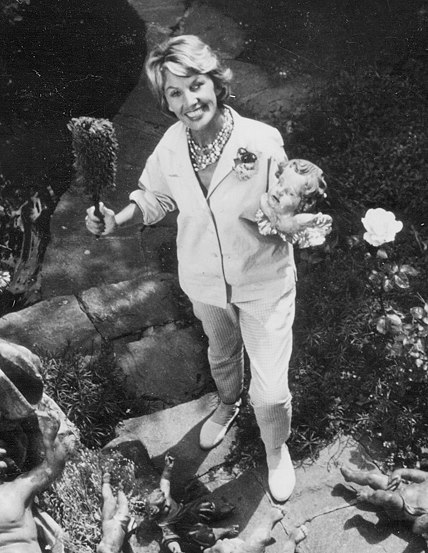
Lale Andersen († 1972)

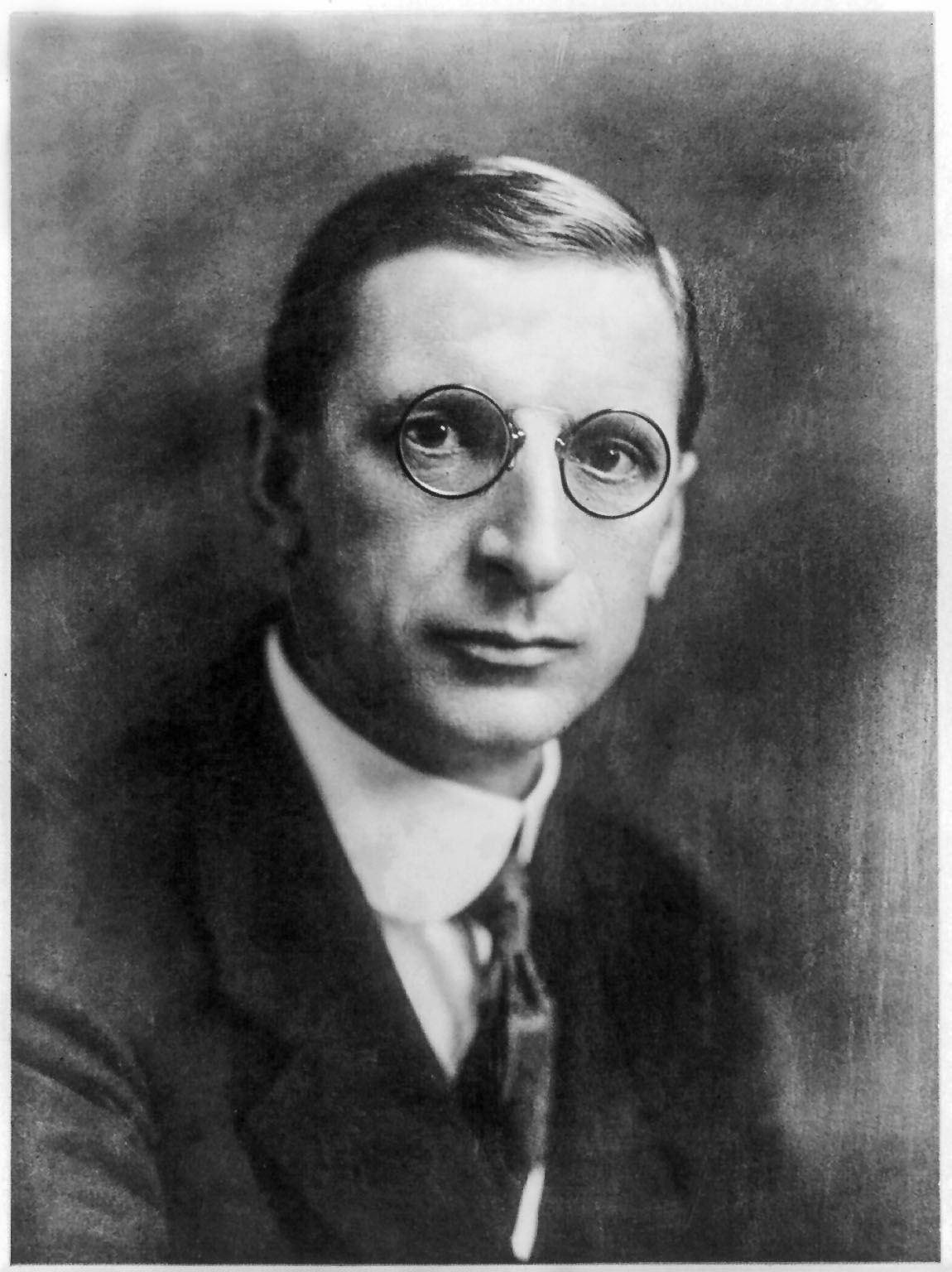
Éamon de Valera († 1975)

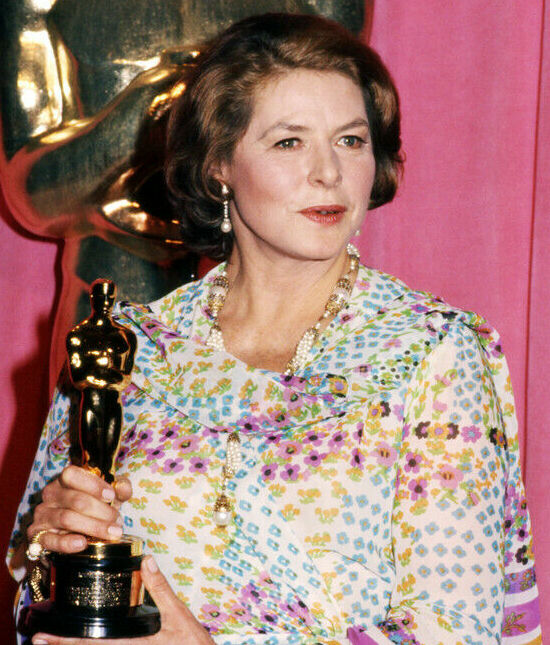
Ingrid Bergman († 1982)

- 1960: Vicki Baum, österreichische Harfenistin und Schriftstellerin
- 1960: Hanno Hahn, deutscher Kunsthistoriker und Architekturforscher
- 1963: Fritz Flinte, deutscher Maler
- 1965: Karl Hartleb, österreichischer Politiker
- 1966: Auguste Viktoria von Hohenzollern, Ehefrau von Emanuel II., dem letzten König von Portugal
- 1966: Sayyid Qutb, Theoretiker der ägyptischen Muslimbruderschaft
- 1967: Emmy Brode, deutsche Kunstmalerin
- 1967: Pedro Echavarría Lazala, dominikanischer Flötist, Musikpädagoge und Komponist
- 1968ː Ida Frohnmeyer, deutsch-schweizerische Schriftstellerin
- 1969: Seyyed Zia al Din Tabatabai, iranischer Journalist und Politiker
- 1970: Luis Martínez Serrano, mexikanischer Pianist, Komponist und Dirigent spanischer Herkunft
- 1972: Lale Andersen, deutsche Sängerin (Lili Marleen) und Schauspielerin
- 1972: Jan Kreczmar, polnischer Schauspieler
- 1972: René Leibowitz, französischer Dirigent und Musikpädagoge, Schriftsteller und Komponist
- 1973: Stringer Davis, britischer Schauspieler
- 1973: Joseph Erxleben, US-amerikanischer Langstreckenläufer
- 1974: János Gyarmati, ungarischer Fußballspieler und -trainer
- 1975: Éamon de Valera, irischer Staatspräsident
- 1976: Hans Nieland, deutscher Politiker im Nationalsozialismus, Oberbürgermeister Dresdens
- 1976: Jimmy Reed, US-amerikanischer Sänger
- 1977: Annemarie Steinsieck, deutsche Schauspielerin
- 1980: Franco Basaglia, italienischer Psychiater
- 1982: Ingrid Bergman, schwedische Schauspielerin
- 1982: Nahum Goldmann, weißrussisch-deutscher Zionist, Mitgründer und Präsident des Jüdischen Weltkongresses
- 1984: Pierre Gemayel, libanesischer Politiker
- 1984: Abdel Rahman Hafez, ägyptischer Basketballspieler
- 1985: Evelyn Ankers, britische Schauspielerin

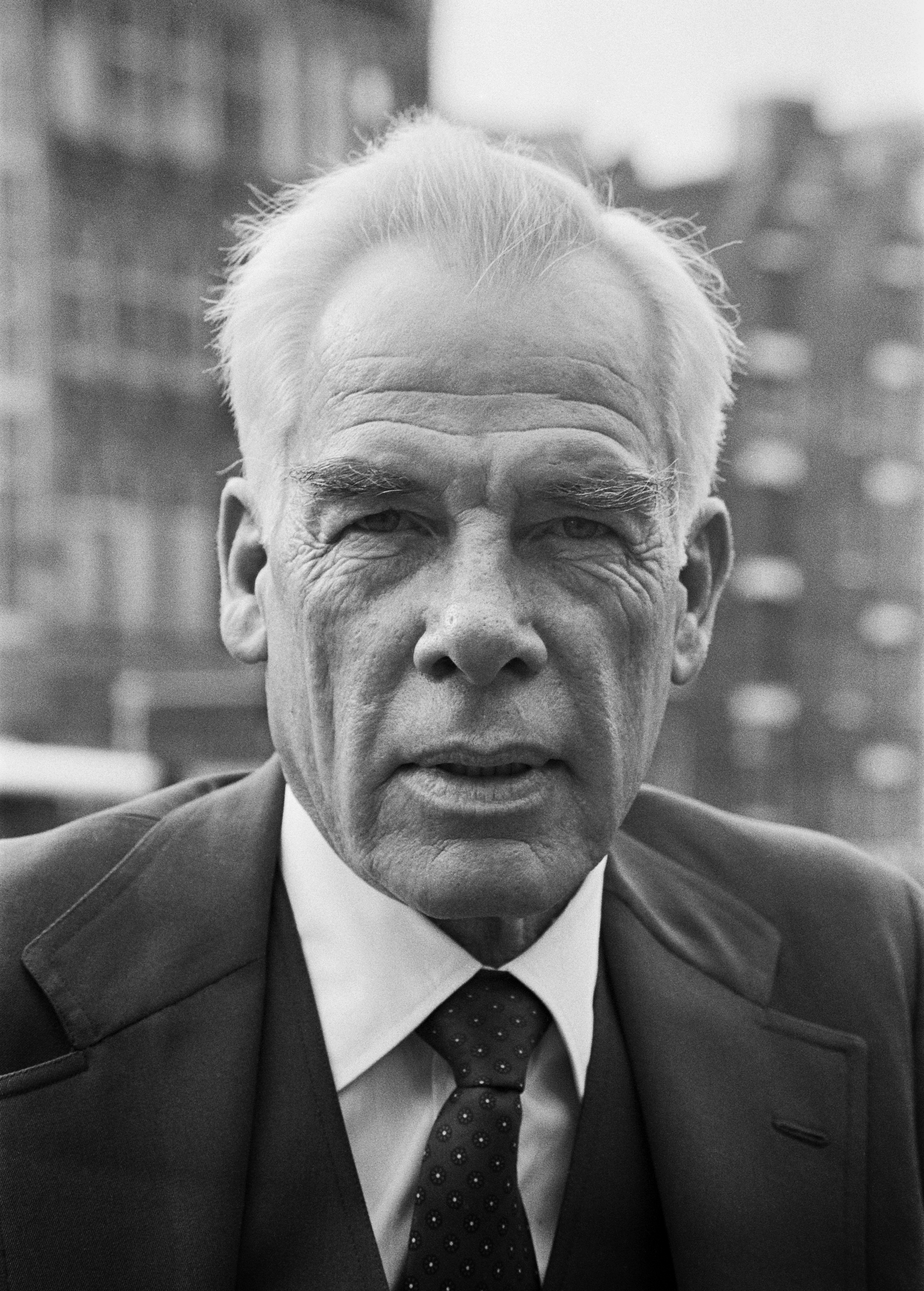
Lee Marvin († 1987)

- 1987: Lee Marvin, US-amerikanischer Schauspieler
- 1989: Lulu Hofmann Bechtolsheim, amerikanische Mathematikerin
- 1989: Peter Markham Scott, britischer Ornithologe, Naturschützer und Maler
- 1992: Félix Guattari, französischer Psychiater und Psychoanalytiker
- 1992: Wolfgang Güllich, deutscher Kletterer
- 1992: Mary Norton, britische Kinderbuchautorin
- 1993: Roger McCluskey, US-amerikanischer Automobilrennfahrer
- 1995: Pierre-Max Dubois, französischer Komponist
- 1995: Thomas Strittmatter, deutscher Schriftsteller
- 1996: Tera de Marez Oyens, niederländische Komponistin und Dirigentin
- 1998: Erik Asmussen, dänischer Architekt
- 1998: Hans O. Staub, Schweizer Journalist
- 1999: Giuseppe Pattoni, italienischer Motorradrennfahrer, Mechaniker und Unternehmer
- 1999: Willy Rathnov, dänischer Schauspieler
- 2000: Conrad Marca-Relli, US-amerikanischer Maler

### 21. Jahrhundert
- 2001: Andrei Wladimirowitsch Anikin, russischer Ökonom und Schriftsteller
- 2001ː Habil Kılıç, deutsch-türkischer Kaufmann im Einzelhandel; Mordopfer des NSU

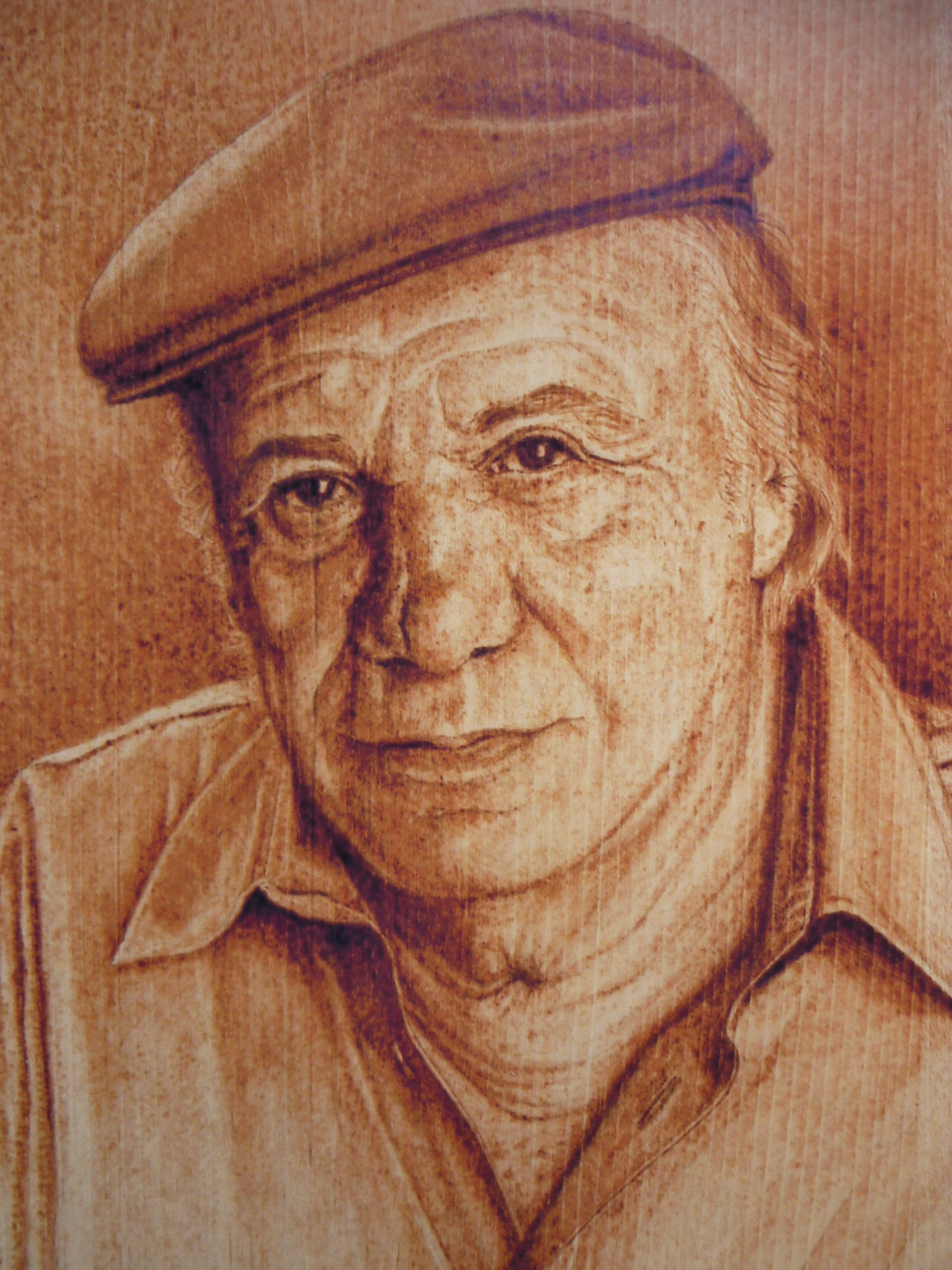
Francisco Rabal († 2001)

- 2001: Francisco Rabal, spanischer Schauspieler
- 2002: Lance Macklin, englischer Automobilrennfahrer
- 2002: Siegfried Pitschmann, deutscher Schriftsteller
- 2003: Muhammad Baqir al-Hakim, schiitischer Geistlicher
- 2003: Horace Welcome Babcock, US-amerikanischer Astronom
- 2004: Suehiro Tanemura, japanischer Germanist, Übersetzer und Literaturkritiker
- 2004: Hans Vonk, niederländischer Dirigent
- 2005: Jacques Dufilho, französischer Schauspieler
- 2005: Nurcholish Madjid, indonesischer muslimischer Gelehrter
- 2006: Kent Andersson, schwedischer Motorradrennfahrer
- 2006: Jumpin’ Gene Simmons, US-amerikanischer Country-, Rockabilly- und Rock-’n’-Roll-Musiker
- 2007: Klaus Lindemann, deutscher Grafiker

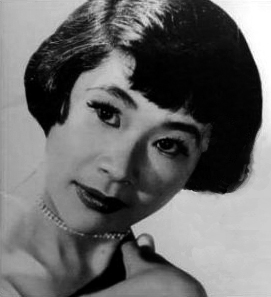
Miyoshi Umeki († 2007)

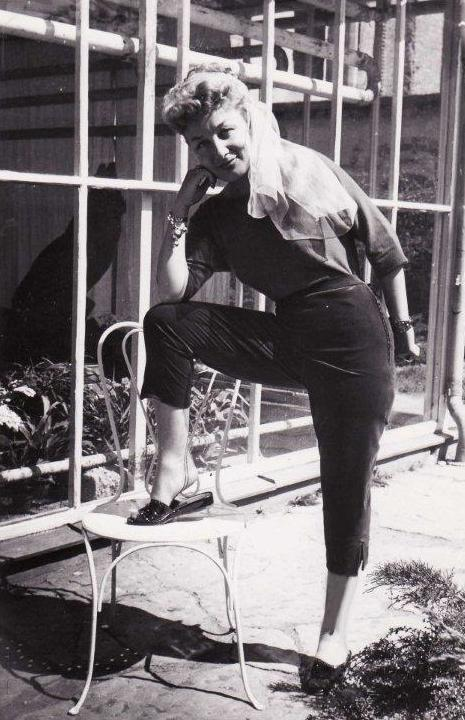
Mady Rahl († 2009)

- 2007: Miyoshi Umeki, japanische Schauspielerin
- 2009: Frank Gardner, australischer Automobilrennfahrer
- 2009: Mady Rahl, deutsche Schauspielerin
- 2009: Ken Rudd, britischer Unternehmer und Automobilrennfahrer
- 2010: Günter Freund, deutscher Hörfunkmoderator
- 2010: Hans Ulrich Humpert, deutscher Komponist und Hörspielmacher
- 2011: David Honeyboy Edwards, US-amerikanischer Gitarrist
- 2012: Hans Jürgen Diedrich, deutscher Schauspieler und Kabarettist
- 2012: MAKSA, deutsch-russische Malerin
- 2012: Johann-Christoph Ottow, deutscher Architekt und Hochschullehre
- 2014: Eberhard Sengpiel, deutscher Tonmeister
- 2014: Björn Waldegård, schwedischer Rallyefahrer
- 2015: Boris Bunejew, sowjetischer Filmregisseur
- 2015: Medardo Joseph Mazombwe, sambischer Kardinal
- 2015: Hans-Eberhard Zahn, deutscher Psychologe und Hochschullehrer
- 2016: Bronisław Baczko, polnischer Philosoph und Historiker
- 2016: Mónica Lista, deutsche Malerin und Objektkünstlerin

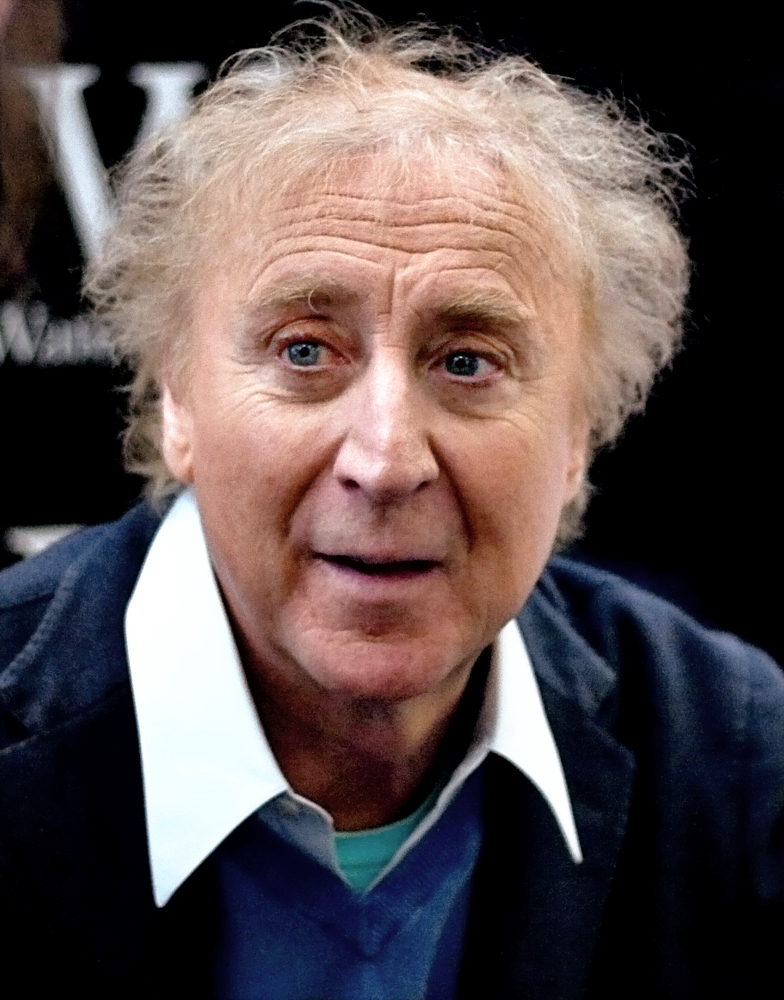
Gene Wilder († 2016)

- 2016: Gene Wilder, US-amerikanischer Schauspieler und Komiker
- 2017: Kurt Dahlmann, deutscher Journalist
- 2017: Lore Leher, deutsche Autorin und Übersetzerin
- 2018: Erich Lessing, österreichischer Fotograf
- 2018: James Mirrlees, britischer Ökonom, Nobelpreisträger
- 2019: Brad Linaweaver, US-amerikanischer Science-Fiction-Autor
- 2019: Achille Silvestrini, italienischer Kardinal
- 2020: Fritz Chervet, Schweizer Boxer
- 2020: Jürgen Schadeberg, südafrikanischer Fotograf
- 2020: Uli Stein, deutscher Cartoonist und Fotograf
- 2020: Georg Stucky, Schweizer Politiker
- 2021: Ed Asner, US-amerikanischer Schauspieler
- 2021: Lee Perry, jamaikanischer Musikproduzent und Musiker
- 2021: Jacques Rogge, belgischer Sportfunktionär
- 2022: Hans-Christian Ströbele, deutscher Politiker und Bundestagsabgeordneter
- 2022: Patrick McGeer, kanadischer Basketballspieler, Arzt, Gesundheitswissenschaftler und Politiker
- 2023: Karlheinz Hartmann, deutscher Mundartschauspieler
- 2023: Klaus-Peter Jünemann, deutscher Urologe
- 2024: Miroslav Bázlik, slowakischer Komponist, Pianist, Pädagoge und Mathematiker

## Feier- und Gedenktage
- Kirchliche Gedenktage
  - Enthauptung Johannes’ des Täufers (katholisch In decollatione S. Joannis Baptistae, anglikanisch, orthodox, armenisch, evangelisch: LCMS, seit Perikopenrevision auch EKD)
  - Martin Boos, deutscher Priester (evangelisch)
  - Hl. Sabina, römische Märtyrerin und Schutzpatronin (katholisch)
- Namenstage
  - Beatrice, Sabine
- Staatliche Feier- und Gedenktage
  - Slowakei, Slowakischer Nationalaufstand (1944)

Weitere Einträge enthält die Liste von Gedenk- und Aktionstagen.